# Processo di Gesù

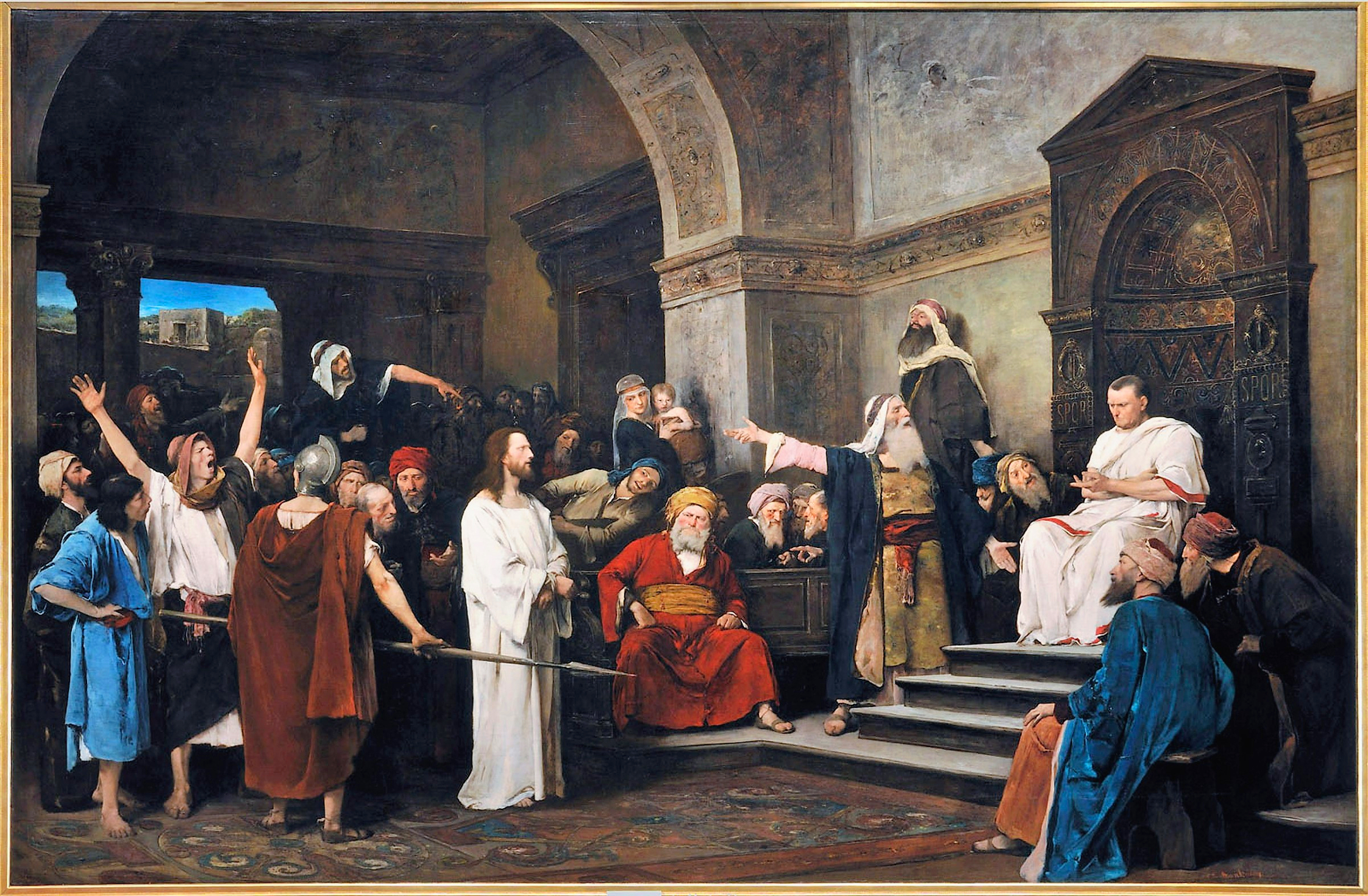
Mihály Munkácsy, Cristo davanti a Pilato, 1881.

La narrazione del processo di Gesù è descritta nei quattro vangeli canonici (Matteo 26,57-27,26; Marco 14,53-15,15; Luca 22,54-23,25 e Giovanni 18,12-19,16).
Dopo la celebrazione dell'Ultima cena in compagnia degli apostoli, Gesù fu arrestato nell'orto del Getsemani, poco fuori Gerusalemme, con la complicità di Giuda Iscariota. In seguito fu interrogato dalle varie autorità politiche e religiose dell'epoca: Anna, Caifa, il Sinedrio, Pilato, Erode Antipa. Il tribunale ebraico gli contestò un'accusa teologica, la bestemmia, per essersi equiparato a Dio; alcuni storici dissentono sostenendo che in base alle leggi giudaiche non vi sarebbe stata alcuna bestemmia. Davanti al tribunale romano venne formulata un'accusa politica, la sedizione e il reato di lesa maestà per essersi proclamato "re dei Giudei". La condanna capitale fu emessa da Pilato ed eseguita mediante crocifissione.

## Gli eventi, in sinossi, secondo quanto riportato dai Vangeli canonici
I quattro vangeli canonici sono le uniche fonti storiche che descrivano da punti di vista diversi gli avvenimenti del processo di Gesù. Dalle narrazioni è possibile evidenziare un doppio procedimento inquisitorio contro Gesù intentato prima dalle autorità ebraiche e poi dinanzi a quella romana, rappresentata da Ponzio Pilato, unico detentore dello "ius gladii". Secondo alcuni studiosi vi sarebbe tra i vangeli una certa concordanza negli eventi narrati, ma molti altri studiosi evidenziano - come precisato nella sottostante sezione "Storicità e attendibilità del processo"- come tali narrazioni non siano storicamente conciliabili e attendibili, sia nel quadro generale sia in molti dettagli, ma costituiscano la personale interpretazione teologica di ogni evangelista su precedenti materiali della tradizione cristiana.
| Matteo | Marco | Luca | Giovanni |
| --- | --- | --- | --- |
| Ultima cena e Arresto | | | |
| - | - | - | Condotto prima all'(ex) sommo sacerdote Anna suocero di Caifa (18,12-13), interrogatorio (18,19-23)                                        |
| Condotto al palazzo di Caifa, Prima riunione del Sinedrio (di notte), interrogatorio, Gesù si dichiara Figlio di Dio, condanna, maltrattamenti (26,57-68)          | Condotto al sommo sacerdote Caifa, Prima riunione del Sinedrio (di notte), interrogatorio, Gesù si dichiara Figlio di Dio, condanna, maltrattamenti (14,53-65) | Condotto alla casa del sommo sacerdote Caifa (22,54-55), maltrattamenti (22,63-65) | Anna lo invia da Caifa (18,24) |
| Seconda riunione del Sinedrio (al mattino) (27,1-2) | Seconda riunione del Sinedrio (al mattino) (15,1) | Prima ed unica riunione del Sinedrio (al mattino), interrogatorio, Gesù si dichiara Figlio di Dio, condanna (22,54-71; 23,1)                                                                                         | - |
| Condotto da Pilato (27,1-2) | Condotto da Pilato (15,1) | Condotto da Pilato (23,1) | Al mattino condotto da Pilato nel Pretorio (18,28)                                                                                         |
| Interrogatorio di Pilato; "Sei tu il Re dei Giudei?" (27,11-14) | Interrogatorio di Pilato; "Sei tu il Re dei Giudei?" (15,2-5)                                                                                                  | Interrogatorio di Pilato; "Sei tu il Re dei Giudei?" ; Pilato lo ritiene innocente (23,2-5) | Interrogatorio di Pilato in privato; "Sei tu il Re dei Giudei?" ; Pilato lo ritiene innocente (18,28-38)                                   |
| - | - | Pilato lo invia a Erode, maltrattamenti da parte sua e dei suoi soldati, rinviato a Pilato (23,6-12) | - |
| Intervento della moglie di Pilato, liberazione di Barabba, la folla invoca la crocifissione, Pilato lo trova innocente e si lava le mani, flagellazione (27,15-26) | Liberazione di Barabba, la folla invoca la crocifissione, Pilato lo trova innocente, flagellazione (15,6-15)                                                   | Pilato lo trova innocente, annuncia di voler castigare severamente (flagellazione) Gesù e poi rilasciarlo, la folla invoca la crocifissione, Pilato ribadisce la non colpevolezza, liberazione di Barabba (23,13-25) | Liberazione di Barabba, flagellazione (18,39-19,1)                                                                                         |
| Maltrattamenti e coronazione di spine da parte della coorte (romana) nel pretorio (27,27-31)                                                                       | Maltrattamenti e coronazione di spine da parte della coorte (romana) nel cortile-pretorio (15,16-20)                                                           | - | Maltrattamenti e coronazione di spine da parte dei soldati (romani) (19,2-3)                                                               |
| - | - | - | Ecce Homo, nuovo colloquio privato Pilato-Gesù, i capi sacerdoti e le guardie invocano la crocifissione, ora sesta (mezzogiorno) (19,4-15) |
| Esecuzione della sentenza per crocifissione | | | |

## Altre fonti indipendenti
Pur non riportando dettagli del processo Tacito mostra di conoscere gli avvenimenti, del processo e della condanna emessa da Ponzio Pilato, riferendo della decisione dell'imperatore Nerone di accusare i Cristiani dell'incendio di Roma del 64 d.C.:
(Tacito, Annali XV, 44)
Alcuni storici non considerano particolarmente significativa questa testimonianza in quanto Tacito scriveva nel 115 d.C. - dopo 85 anni dalla morte di Gesù, periodo in cui il cristianesimo aveva già iniziato a diffondersi e gli stessi vangeli erano già stati scritti - citando informazioni e credenze allora di pubblico dominio.
Una lettera scritta al figlio dal filosofo stoico Mara Bar Serapion, la cui compilazione è stata ascritta al periodo delle disfatte giudaiche del 70 o del 135 d.C. riporta l'esortazione alla pratica della saggezza e della virtù citando tre esempi di condanne deprecabili di uomini giusti quali Socrate, Pitagora e "il saggio re degli ebrei" identificabile con Gesù.
Un'altra testimonianza che attesta la condanna a morte mediante crocifissione del maestro giudaico Gesù da parte di Ponzio Pilato è quella fornita da Giuseppe Flavio nella sua "Storia universale del popolo giudaico" apparsa nel 93 d.C.. La maggioranza degli studiosi ritiene che il testo, noto come Testimonium Flavianum, sia un'interpolazione successiva operata da copisti cristiani che non viene citata da alcun padre della Chiesa fino ad Eusebio di Cesarea nel IV secolo.
Anche se più tardiva come fonte, la Sanhedrin 43a del Talmud babilonese contiene un riferimento alla condanna di Gesù, giustiziato alla vigilia di Pasqua in quanto "colpevole" di stregoneria (o magia) e di indurre il popolo all'apostasia. Il testo, da alcuni non ritenuto riferibile a Gesù Cristo, riporta tuttavia una traccia dell'avversione dei maggiorenti di Israele al "Rabbi" anticonformista; costoro ritengono dubbia l'identificazione con il Gesù dei vangeli, in quanto Yeshu fu lapidato e poi appeso ad un palo o ad un albero e, inoltre, il brano riporta come questo predicatore avesse solo 5 discepoli - Matthai, Nakai, Nezer, Buni e Todah - i cui nomi peraltro non coincidono con i Dodici; la testimonianza è di periodo tardo, almeno del IV secolo, riportando un insegnamento del rabbi Abbaye, che visse a quel tempo 
Per quanto riguarda le altre fonti, in genere vangeli apocrifi, esse sono di massima considerate inattendibili; fanno eccezione il Vangelo di Pietro e il Vangelo di Nicodemo redatti in origine tra la fine del I secolo e l'inizio del secondo che alcuni considerano utili per alcune deduzioni; il primo in particolare attribuisce la colpa della condanna interamente ai Giudei.

## Considerazioni circa il processo
Non vi è accordo tra gli studiosi sul fatto, se si sia trattato di uno o di due processi distinti. Dai vangeli traspare il fatto che Gesù sia comparso di fronte a due tipi di autorità, quella sinedriale e quella legale romana. Dal punto di vista giuridico, essendo la Palestina occupata e sotto giurisdizione romana, un processo per reati che comportassero la pena di morte era competenza esclusiva del giudice supremo, il procuratore romano (o nel caso specifico il praefectus). Tale fatto è concorde con quanto attestato dal Vangelo secondo Giovanni: "A noi non è consentito mettere a morte nessuno.". Secondo la prassi giuridica in vigore, infatti, la procedura legale prevedeva che il processo fosse condotto mediante un atto preciso di accusatio, in questo caso da parte dei sacerdoti, che comportava l'interrogatorio, da parte del magistrato inquirente, dell'imputato e che questi si discolpasse, cosa che concorda con quanto riportato dai vangeli e avvalora la tesi del processo unico davanti a Pilato. L'operato descritto dai vangeli riporterebbe quindi la serie di interrogatori subiti da Gesù allo scopo di formulare un preciso libellus inscriptionis. Secondo la Lex Iulia iudiciorum publicorum di Augusto, l'accusa si doveva intentare con precise modalità in un documento scritto e firmato. Secondo opinioni autorevoli, il dibattimento contro Gesù dinanzi al Sinedrio riferito dai vangeli ebbe la funzione di approntare un atto di accusa da presentare al governatore romano e non rappresentò un "processo" vero e proprio.
Gesù era colpevole di due reati che la legge mosaica puniva con la pena di morte: essere un bestemmiatore perché si era proclamato figlio di Dio (Levitico 24,16), ed essere un falso profeta perché aveva promesso di distruggere e ricostruire il tempio in tre giorni (Deuteronomio 13,6).

## Cronologia degli eventi, dall'arresto alla crocifissione
L'arresto di Gesù non sarebbe stato legalmente fattibile senza alcuna motivazione o delibera; il solo Vangelo di Giovanni fornisce (aggiungendovi una sua riflessione teologica) la precedente decisione sinedriale sul "caso Gesù". Si preparava la maggiore delle ricorrenze che avrebbe fatto affluire pellegrini da ogni dove a Gerusalemme; il timore di possibili disordini innescati dalla stessa presenza del Rabbi galileo e della conseguente reazione dei Romani, spinsero i capi sacerdoti e il Sinedrio alla delibera e all'ordine di arrestare Gesù.
Secondo Meier è corretta la cronologia ricavata dalla narrazione giovannea. L'ultima cena non fu la cena pasquale ebraica e Gesù morì il giorno successivo, 14 nisan, vigilia della Pasqua. Le varie fasi del processo si svolsero tra la sera di giovedì 6 aprile e il pomeriggio di venerdì 7 aprile del 30 d.C. (o meno probabilmente tra il 2 e il 3 aprile del 33); si propende di massima per l'anno 30, in cui la Pasqua (15 Nisan) corrispondeva al giorno 8 del mese di aprile e di sabato È da tener presente che presso gli Ebrei il giorno veniva computato iniziando dal tramonto del giorno prima, venerdì 7, e terminava al tramonto del giorno dopo, non da mezzanotte a mezzanotte.
Nel resoconto fornito, i Vangeli concordano circa il giorno settimanale della morte di Gesù, venerdì. Per quanto riguarda l'indicazione del giorno annuale, i tre vangeli sinottici riferiscono della ricorrenza della Pasqua ebraica (che si celebra il 15 Nisan), mentre il solo Giovanni esplicitamente afferma che si trattava della vigilia della Pasqua (ovvero il 14 Nisan), creando quindi una discordanza in merito al giorno dell'evento; la versione giovannea concorda con la baraitha conservata nel trattato talmudico Sanhedrin 43a secondo cui Gesù fu appeso la vigilia di Pasqua. Gli esegeti del "Nuovo Grande Commentario Biblico" sottolineano che la discrepanza tra le due cronologie, giovannea e sinottica, "suscita notevoli problemi" e ritengono che sia corretta solo quella riportata da Giovanni - ovvero che Gesù morì il giorno prima, quello della Preparazione, e non durante la Pasqua come indicato dai sinottici -, anche "perché è difficile pensare che i sommi sacerdoti e gli scribi si siano comportati così come fecero, il primo giorno di Pasqua"; di analogo parere sono lo storico John Dominic Crossan, tra i cofondatori del Jesus Seminar, e lo storico e teologo cristiano Rudolf Bultmann. Anche in merito all'ora in cui Gesù venne crocifisso, il Vangelo di Giovanni si discosta dal sinottico Marco: infatti secondo il Vangelo di Marco la crocifissione fu alle 9 di mattina, mentre invece, secondo quello di Giovanni, avvenne successivamente al mezzogiorno, ovvero oltre tre ore dopo. 
Anche in merito alla narrazione del processo di Gesù, secondo molti studiosi, la cronologia giovannea è da preferirsi rispetto a quella sinottica, anche perché "storicamente, avere una sessione del Sinedrio settimane prima di Pasqua sarebbe più plausibile di una convocata di fretta nel mezzo della notte".

## Motivi di ostilità crescente contro Gesù che portarono a un'accusa
I testi contenuti nei quattro vangeli canonici riportano una varietà di motivi che, durante il ministero di Gesù, provocarono reazioni contro la sua persona ma solo alcune potevano essere considerate motivo sufficiente per decidere la sua morte.
- I testi dei quattro Vangeli riportano, durante il ministero di Gesù, ricorrenti attacchi contro scribi e farisei[80][81] che costituivano le autorità religiose legate alle sinagoghe presenti dovunque nei villaggi e nelle città della Palestina del tempo. Ne criticò apertamente e pubblicamente l'esteriorismo e il formalismo accusandoli di ipocrisia,[Nota 7] chiamandoli "ciechi e guide di ciechi" (Mt15,14[82]), "serpenti e razza di vipere" (Mt23,33[83]) e perfino "sepolcri imbiancati" (Mt23,27[84])[85].
- Anche i sadducei, cioè la classe sacerdotale aristocratica che gestiva il culto e gli affari economici del tempio di Gerusalemme, furono oggetto delle critiche di Gesù che li accomunò ai farisei[85] (Mt16,6;22,29[86]). L'apice di questo scontro fu l'episodio della cosiddetta purificazione del tempio.
- Gesù violò in alcune occasioni il precetto del riposo sabbatico (Mt12,11-13pp.[87];Gv5,9;9,14-16[88]), cioè l'astensione da attività lavorative in giorno di sabato, attirandosi le critiche dei Giudei (Gv5,16[89]).
- Dai testi dei vangeli relativi alla fase dell'interrogatorio presso Pilato si evince che le autorità ebraiche erano invidiose del seguito e della popolarità di Gesù (Mt27,18; Mc15,10[90]).
- Dal Vangelo di Giovanni si ricava un'ulteriore motivo (Gv11,47-48[91]): il timore che il movimento di Gesù avrebbe potuto rompere il delicato equilibrio che regolava i rapporti tra gli occupanti Romani e il popolo ebraico, nella fattispecie la classe aristocratica sadducea.
- Oltre a proclamarsi Messia, dichiarazione di per sé non passibile di condanna, in diversi loci evangelici Gesù si pose allo stesso livello di Dio (Mt11,27; Gv5,17; 8,19; 10,30; 15,23[92] e soprattutto Mt26,64; Mc14,62; Lc22,69[93]). Tale motivo formale permise al sinedrio di decretarne la morte in seguito a bestemmia.

Il Vangelo di Matteo è quello che descrive, in crescendo, le controversie con i capi ufficiali della nazione, dopo il suo ingresso "trionfale" a Gerusalemme e la cacciata dei mercanti dal Tempio, definendoli "capi dei sacerdoti", "anziani del popolo", scribi, farisei, sadducei ed erodiani. In particolare il capitolo 23 presenta un susseguirsi di violenti attacchi e denunce esplicite e dirette contro coloro che si ritengono i "custodi" della coscienza morale e religiosa. I testi indicati mostrano che la gente comune era contro di loro e che "stupiva del suo insegnamento".
Secondo i vangeli le autorità religiose avevano già deciso l'eliminazione di Gesù pochi giorni prima della sua morte e, per Giovanni, in particolare in seguito al miracolo della risurrezione di Lazzaro (Mt26,1-5; Mc14,1-2; Lc22,1-2; Gv11,45-53). Tuttavia già durante il precedente ministero pubblico sono ricordati tentativi in tal senso (Mc3,6; Mt12,14; Gv7,30;7,44; 10,39).
Il Vangelo di Giovanni è l'unico a riferire di una riunione del Sinedrio per discutere il "caso Gesù"

## Le autorità coinvolte
- "Sommi sacerdoti" Anna e Caifa. I vangeli adottano talvolta il plurale generico creando l'impressione che vi fossero due sommi sacerdoti. In realtà nell'ebraismo classico il sommo sacerdote era solo uno, in carica annuale eventualmente reiterabile, e all'epoca del processo di Gesù questi era Caifa (in carica dal 18 al 36). Anna era l'ex sommo sacerdote (dal 6 al 15), suocero di Caifa, e sebbene non più in carica esercitava comunque una forte influenza sul genero. Il sommo sacerdote rivestiva in teoria un incarico principalmente religioso, ma in quanto capo del sinedrio aveva una notevole influenza dal punto di vista sociale e politico.
- Sinedrio.[99] Il sinedrio di Gerusalemme o Gran Sinedrio (erano presenti anche sinedri locali con giurisdizione limitata) era composto da 70 membri, 71 includendo il sommo sacerdote, provenienti principalmente dai gruppi dei Sadducei e dei Farisei. Aveva competenze legislative (poteva emanare leggi), giudiziarie (come supremo tribunale del paese) ed esecutive (disponeva di una propria forza armata). La sua attività non riguardava solo questioni religiose ma anche altri aspetti della vita sociale e politica, in fragile equilibrio con la potenza occupante romana. Ai tempi di Gesù il Sinedrio non aveva il diritto di ordinare condanne a morte, in quanto lo ius gladii (= diritto della spada) spettava al solo governatore romano[Nota 9]. La sede del Sinedrio di Gerusalemme è discussa: probabilmente si trovava presso il tempio, nella cosiddetta "sala delle pietre squadrate" (Lishkat ha-Gazith),[100] verosimilmente coincidente col xystòs (porticato, colonnato) citato da Giuseppe Flavio[101].
- Ponzio Pilato. Fu il prefetto (= governatore) della provincia romana della Giudea tra il 26 e il 36 (o inizio 37). A lui competeva lo ius gladii, cioè la facoltà di eseguire le condanne a morte. Risiedeva abitualmente a Cesarea marittima, capitale politica e militare della provincia. In determinate occasioni, come le festività ebraiche, si spostava a Gerusalemme per tenere sotto controllo eventuali tumulti di popolo. La sede del prefetto (pretorio) a Gerusalemme non è nota con chiarezza. La tradizione cristiana la identifica con la fortezza Antonia, dalla quale si poteva dominare la spianata del tempio. 
Sulla personalità e l'operato di Pilato le fonti evangeliche e le affermazioni di Filone convergono nel tracciarne una figura particolarmente negativa: Pilato "era per natura inflessibile e, in aggiunta alla sua arroganza, duro"[102], il suo operato era caratterizzato da "concussioni, violenze, rapine, brutalità, torture, esecuzioni senza processo e una crudeltà spaventosa e senza limiti"[103].
- Erode Antipa. Figlio di Erode il Grande è stato, dal 4 a.C. al 39 d.C., sovrano dell'effimero regno di Galilea, regione della quale Gesù era originario e dove aveva svolto la maggior parte del suo ministero pubblico.
- Soldati romani. Secondo i vangeli i soldati romani di stanza a Gerusalemme furono gli esecutori materiali della morte per crocifissione di Gesù. Durante i frenetici eventi del processo inoltre flagellarono, coronarono di spine, insultarono e derisero Gesù. Sebbene dalle fonti storiche romane non appaia chiaramente quale fosse la legione presente a Gerusalemme attorno al 30 d.C. è probabile che si trattasse della X Legione, detta "Fretense", o di una guarnigione ausiliaria ad essa correlata.

## Gli avvenimenti preparatori e il processo

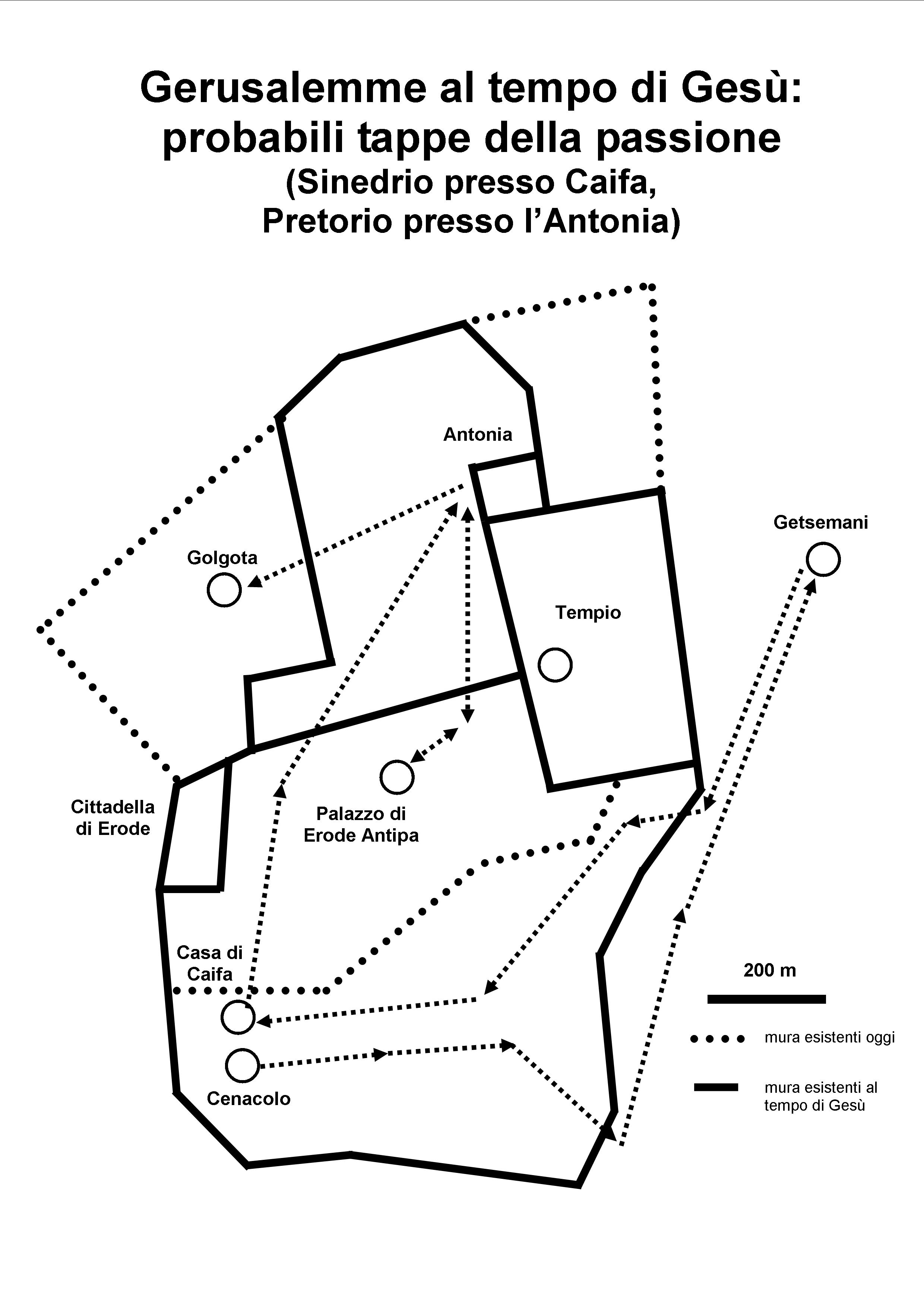
Probabili tappe del processo e della passione di Gesù (Sinedrio presso la casa di Caifa, Pretorio presso l'Antonia).

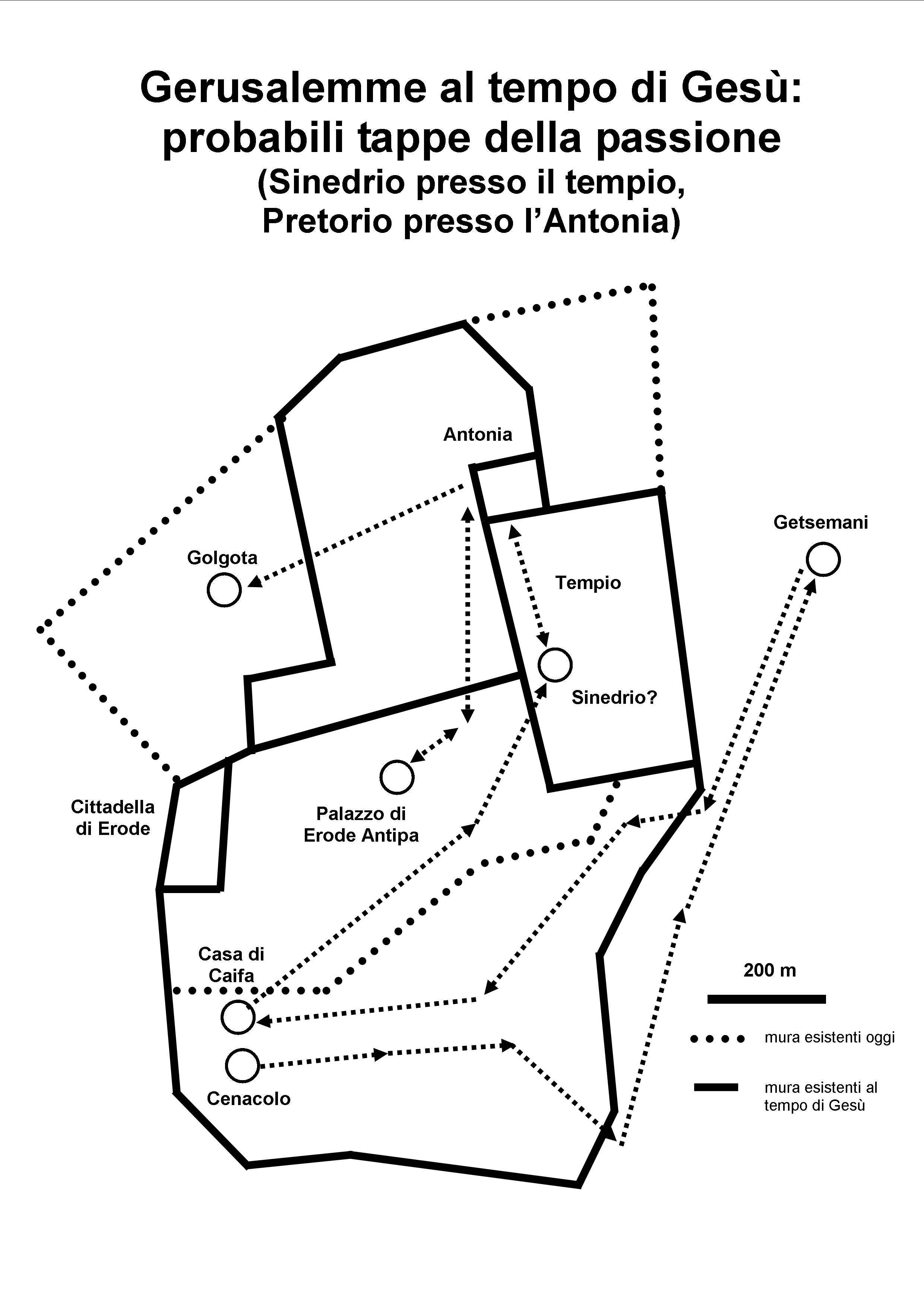
Probabili tappe del processo e della passione di Gesù (Sinedrio presso il tempio, Pretorio presso l'Antonia).

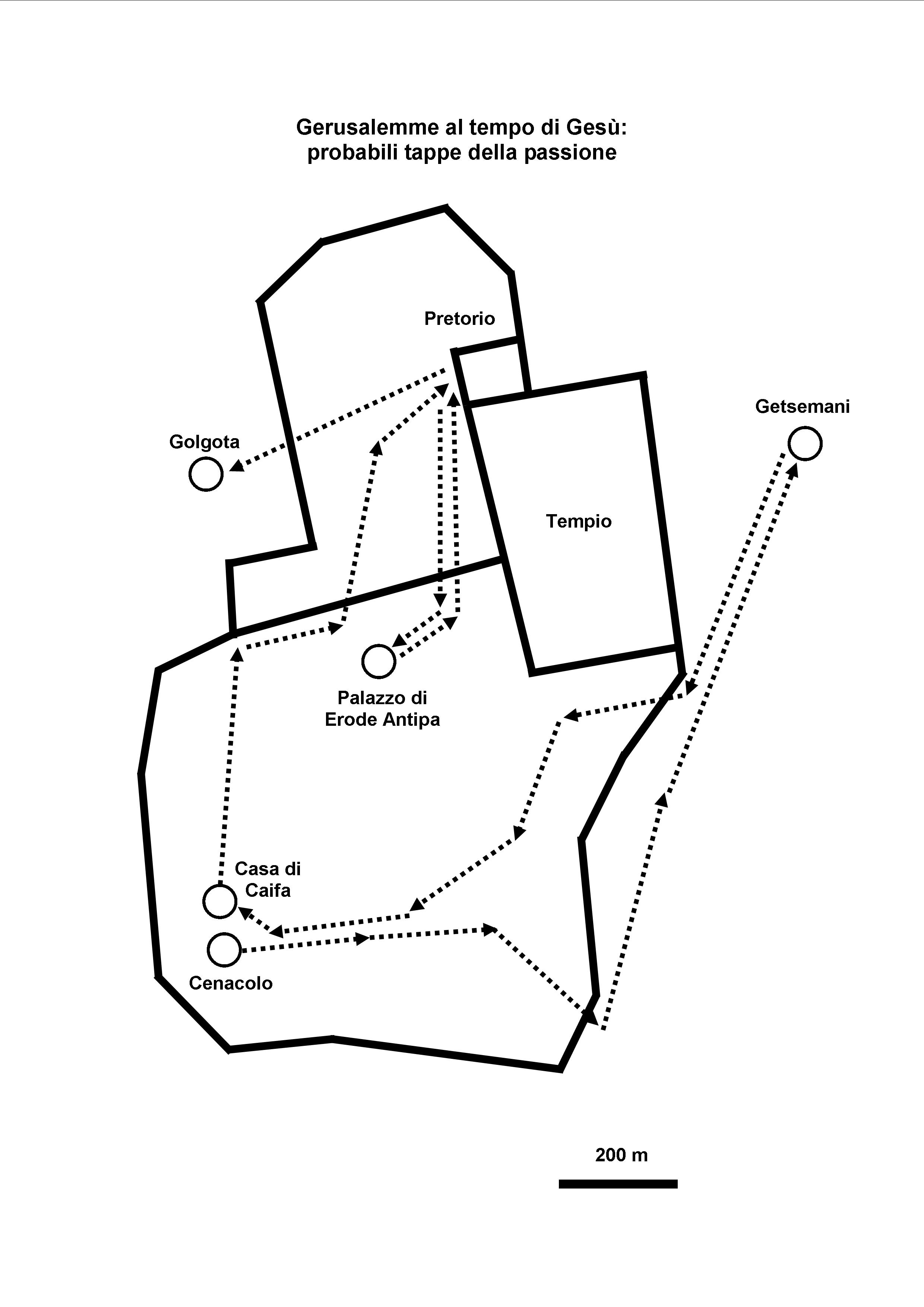
Probabili tappe del processo di Gesù dall'ultima cena al Golgota. Schematizzazione e riadattamento di Yohanan Aharoni, Michael Avi-Yonah, Atlante della Bibbia, 1987, mappa 236.

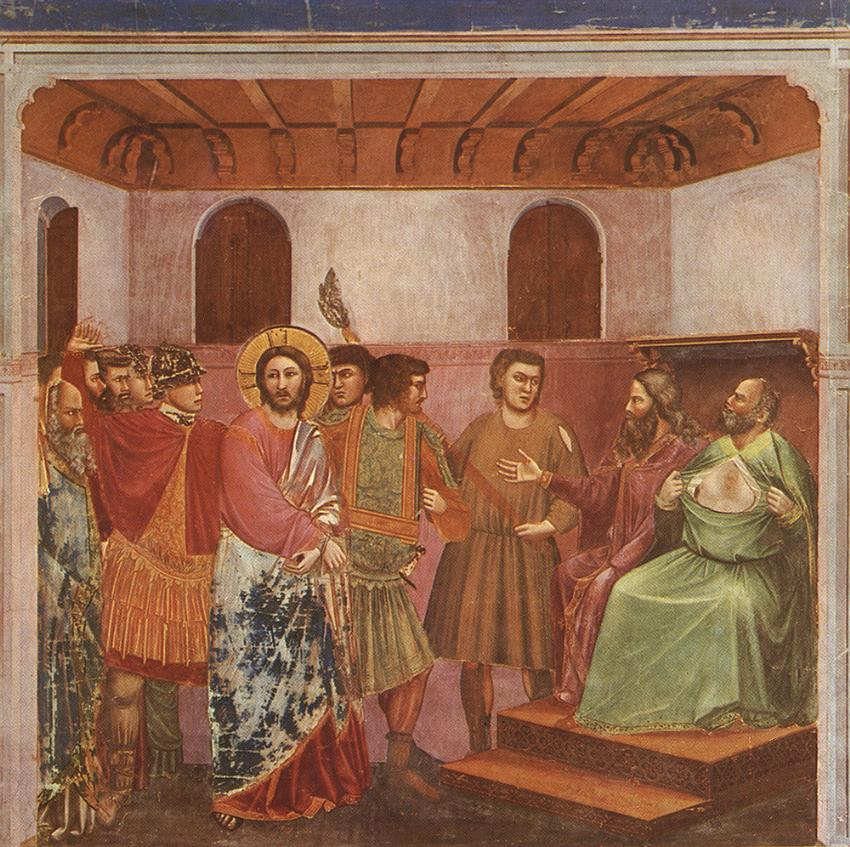
Cristo davanti a Caifa, Giotto, Cappella degli Scrovegni.

I quattro vangeli presentano resoconti degli avvenimenti e del processo in parte concordi; tuttavia presentano differenti punti di vista sui particolari e su alcune fasi differiscono anche in virtù della maggiore o minore accessibilità dei redattori alle testimonianze o ai fatti stessi. Come, inoltre, sotto indicato nella sezione "Storicità e attendibilità del processo", il resoconto degli evangelisti - che si basa su precedenti tradizioni, a volte diverse - viene sviluppato non in modo storico e coerente ma in base alla propria visione teologica.

### Interrogatorio presso Anna
Il solo Giovanni riporta l'interrogatorio preliminare con Anna, ex sommo sacerdote (Gv18,12-13;18,19-23) di cui non riferiscono gli altri tre vangeli ed altri particolari, come l'accesso al cortile da parte di Pietro, in virtù della sua possibilità di accesso al palazzo in quanto ben conosciuto dallo stesso Sommo sacerdote e dalla custode.
Il motivo di questo interrogatorio non è specificato e non è del tutto chiaro; non poteva infatti avere valore giuridico in quanto Anna non ricopriva più la carica tuttavia l'ex sommo sacerdote conservava una grande influenza presso il Sinedrio tanto da far nominare negli anni seguenti alla sua carica, oltre al genero, ben cinque figli. Alcuni suppongono che dietro alla decisione di arrestare e uccidere Gesù vi fosse proprio lui.
La sede dell'incontro fu verosimilmente il palazzo nobiliare nel quale dimorava anche Caifa, suo genero. La tradizione cristiana antica colloca il palazzo all'interno delle mura di Gerusalemme, nell'angolo sud-occidentale della città, poche decine di metri a nord dal luogo del cenacolo. L'identificazione del palazzo di Caifa con l'attuale chiesa del Gallicantu non trova consenso dalla maggior parte degli studiosi.

### Interrogatorio davanti al Sinedrio
La giustizia ordinaria era stata lasciata ai tribunali giudaici e al Sinedrio operanti da prima dell'occupazione romana; ma i reati che comportavano la pena di morte erano prerogativa del governatore romano, che tuttavia non poteva applicare l'estrema sanzione nei confronti di un cittadino romano che si appellasse al giudizio dell'alta corte imperiale. Gli interrogatori di Gesù avevano quindi lo scopo di approntare un atto d'accusa con motivazioni concrete per richiedere a Pilato la sua esecuzione.
La classe dei sommi sacerdoti destituiti, al tempo dei romani costituiva una vera e propria aristocrazia che aveva grande influenza politica, governava gli "affari" del Tempio e presiedeva il "Gran Consiglio" (Sinedrio) di Gerusalemme. È con tutta probabilità questo il motivo del pre-interrogatorio del "potente" Anna.
I quattro vangeli concordano sul fatto che Gesù fu condotto di notte alla casa di Caifa e il mattino successivo al palazzo del governatore (Mt27,1; Mc15,1); il Vangelo di Giovanni di quanto avvenuto nel palazzo di Caifa riferisce solo del rinnegamento di Pietro sviluppando maggiormente il successivo incontro con Pilato e il Vangelo di Luca del rimando delle procedure legali al mattino (Lc22,66-71), "nel loro sinedrio", presumibilmente presso la sede ufficiale nella sala delle pietre squadrate entro il recinto del tempio.
Matteo, che segue in questo il Vangelo di Marco, riferisce le procedure in maniera più ampia con una prima fase, in casa del sommo sacerdote Caifa la sera (Mt26,57-68;Mc14,53-65) (prima del rinnegamento) e il verdetto emesso la mattina seguente, il luogo non è specificato ma è possibile supporre che sia lo stesso.
Vi è, comunque, discordanza tra i vangeli se il Sinedrio si sia riunito due volte - una di notte e una al mattino, come sostengono Marco e Matteo - oppure solo una al mattino, come riporta invece Luca; si consideri, inoltre, che il resoconto lucano dell'unica riunione mattutina è identico a quello degli altri due sinottici per la prima riunione notturna e non è ragionevole supporre che Gesù abbia dato due volte la medesima risposta ed abbia suscitato due volte lo stesso stupore e la stessa reazione dei medesimi membri del Sinedrio. Questo indica che la prima seduta notturna, descritta in Marco e Matteo, corrisponde a quella mattutina descritta da Luca, il quale quindi non ha semplicemente omesso di riportare la seduta precedente; appare, inoltre, storicamente improbabile che vi possa essere stata una convocazione notturna ed improvvisa dei settanta dei membri Sinedrio, seguita oltretutto da un'ulteriore seduta in mattinata. Infine, al contrario dei sinottici, per il Vangelo secondo Giovanni la riunione sinedrile avvenne invece molti giorni prima - quando Gesù non si trovava ancora a Gerusalemme - e l'evangelista non cita, infatti, alcuna altra riunione il giorno del processo davanti a Pilato.

#### Alcune considerazioni
Secondo la Mishnah (trattato Betza 5,2; trattato Sanhedrin 4,1) erano vietate le sedute del Sinedrio in un giorno di festa e nel suo giorno preparativo, la sentenza capitale doveva essere emessa di giorno, non di notte, e confermata in una seconda seduta, che poteva tenersi solo dopo che fossero passate almeno 24 ore dalla prima. E assumendo la cronologia sinottica (morte il giorno di Pasqua) si aggiunge l'irregolarità del processo tenuto in un giorno festivo. Tutte queste indicazioni non sarebbero state rispettate nel processo sinedriale descritto dai vangeli. Tuttavia, viene obiettato, la Mishnah risale a circa il 200 d.C. quando era già da tempo scomparsa l'influenza e la stessa classe dei Sadducei ed è stata redatta in ambienti farisaici; molti ritengono che questi divieti non possano essere applicati al processo di Gesù, di due secoli precedenti e gestito dalle autorità sadducee.
In base alla legge ebraica sono riscontrabili anche una serie di violazioni compiute dalle autorità religiose in merito al processo di Gesù: utilizzo di falsi testimoni (Es20,16), falsificazione della giustizia (Es23,1-2;23,6-7;Lv19,15;19,35), aver incitato le autorità politiche a liberare l'assassino Barabba (Nm35,31-34;Dt19,11-13), aver chiesto di uccidere Gesù tramite crocifissione, pratica ritenuta sconveniente (Dt21,22), il non aver accettato come re un ebreo, bensì uno straniero quale Cesare (Dt17,14-15).
Tuttavia dal punto di vista della religiosità ebraica, assumendo come valida la confessione di Gesù equiparatosi a Dio, malgrado i vari elementi illegali il processo emise la sentenza appropriata: morte per bestemmia (Lv24,15-16), da eseguirsi tramite lapidazione.
Dal punto di vista cronologico-formale pertanto possono essere ipotizzate alcune opzioni:
- Non vi fu alcun processo di fronte al Sinedrio, né formale né informale (resoconto giovanneo). La decisione della condanna a morte di Gesù fu presa già prima dell'arresto dalle autorità religiose e ne fu chiesta l'attuazione a Pilato. Questa possibilità non gode di particolare diffusione tra gli esegeti perché in contrasto con gli altri tre vangeli, cronologicamente precedenti.
- Vi fu un solo processo al mattino (Luca), probabilmente nella sede ufficiale del Sinedrio presso il tempio.
- Vi furono un processo alla sera presso la casa di Caifa e un secondo processo al mattino seguente (Matteo e Marco), sempre presso Caifa o presso il tempio.
- Vi fu un interrogatorio informale alla sera presso la casa di Caifa e un vero e proprio processo al mattino seguente, sempre presso Caifa o presso il tempio.
- Adottando la cronologia lunga dell'ipotesi della cena essena (vedi data della morte di Gesù), dopo l'arresto al martedì sera vi fu un interrogatorio informale presso Caifa e successivamente due processi in due distinte giornate (mercoledì e giovedì), in accordo con i precetti circa i processi testimoniati dalla Mishnah. Sede dei due processi o la casa di Caifa o il tempio.

I vangeli non specificano dove Gesù abbia trascorso la notte. La tradizione indica come cella di detenzione una grotta scoperta nel 1888 nel sito della chiesa di San Pietro in Gallicantu. Nella grotta sono presenti antiche croci dipinte. Questa identificazione tuttavia non è condivisa dalla maggior parte degli studiosi.
Nel caso che il processo si sia tenuto presso il tempio, non è chiaro se e dove le guardie del tempio a servizio del Sinedrio disponessero di una cella per la custodia o se si appoggiassero sulla vicina fortezza Antonia presidiata dai romani. Data la sacralità del luogo è improbabile che i condannati fossero custoditi entro il recinto del tempio.

#### Si cercano le motivazioni per l'accusa e per la condanna
A conclusione della riunione sinedriale del mattino  venne decretata la condanna a morte di Gesù. Secondo i resoconti evangelici furono portate accuse da "falsi testimoni" contro Gesù. Il contenuto delle accuse non è definito, eccetto quella di aver dichiarato di distruggere il tempio e ricostruirlo in tre giorni (vedi Gv2,19-22, dove però l'evangelista modifica il logion con "distruggete" adattandolo alla passione): i tre sinottici non riportano l'episodio ma solo l'accusa, mentre Giovanni riporta l'episodio ma non l'accusa durante il processo. Comunque nessuna delle accuse si dimostrò decisiva per decretarne la morte.
Il culmine del processo è la "confessione" di Gesù, che viene riportata con lievi differenze dai tre sinottici:
| Matteo (26,63-66) | Marco (14,60-64) | Luca (22,66-71) | Giovanni |
| --- | --- | --- | -------- |
| (La sera nel palazzo di Caifa di fronte al Sinedrio) il sommo sacerdote gli disse: «Ti scongiuro, per il Dio vivente, perché ci dica se tu sei il Cristo, il Figlio di Dio».                                      | (Presso il sommo sacerdote e tutto il Sinedrio) il sommo sacerdote lo interrogò dicendogli: «Sei tu il Cristo, il Figlio di Dio benedetto?».                                              | (Al mattino) gli anziani del popolo, i capi dei sacerdoti e gli scribi si riunirono, e lo condussero nel loro sinedrio, dicendo: «Se tu sei il Cristo, diccelo». | -        |
| «Tu l'hai detto, gli rispose Gesù, anzi io vi dico: d'ora innanzi vedrete il Figlio dell'uomo seduto alla destra di Dio (letteralmente: della Potenza), e venire sulle nubi del cielo».                           | Gesù rispose: «Io lo sono! E vedrete il Figlio dell'uomo seduto alla destra della Potenza e venire con le nubi del cielo».                                                                | Ma egli disse loro: «Anche se ve lo dicessi, non credereste; e se io vi facessi delle domande, non rispondereste. Ma da ora in avanti il Figlio dell'uomo sarà seduto alla destra della potenza di Dio». E tutti dissero: «Sei tu, dunque, il Figlio di Dio?» Ed egli rispose loro: «Voi stessi dite che io lo sono». | -        |
| Allora il sommo sacerdote si stracciò le vesti dicendo: «Ha bestemmiato! Perché abbiamo ancora bisogno di testimoni? Ecco, ora avete udito la bestemmia; che ve ne pare?». E quelli risposero: «È reo di morte!». | Allora il sommo sacerdote, stracciandosi le vesti, disse: «Che bisogno abbiamo ancora di testimoni? Avete udito la bestemmia; che ve ne pare?». Tutti sentenziarono che era reo di morte. | E quelli dissero: «Che bisogno abbiamo ancora di testimonianza? Lo abbiamo udito noi stessi dalla sua bocca». | -        |

Con la risposta Gesù si dichiara Messia e "Figlio di Dio", epiteto qui usato come attributo messianico. Questo però non costituisce un reato punibile con la morte: gli Ebrei aspettavano (e aspettano) un messia umano, "Figlio di Dio". La "bestemmia" nella risposta, secondo alcuni, starebbe invece nell'equipararsi ("sedere alla destra") di Gesù a Dio, indicato con l'epiteto "Potenza"; secondo alcuni per gli Ebrei non era affatto blasfemo predire che il Figlio dell'uomo seduto alla destra di Dio sarebbe presto arrivato sulle nubi dal cielo, come anche citato nelle profezie del Libro di Daniele: gli evangelisti - che scrissero in greco e al di fuori della Palestina - proiettarono, nella descrizione degli eventi, la loro visione cristiana di quella che poteva essere una bestemmia in ambiente giudaico. Allo stesso modo - contrariamente a quanto riportato, ad esempio, dal Vangelo secondo Giovanni nei passi "Gli risposero i Giudei: «Noi abbiamo una legge e secondo questa legge deve morire, perché si è fatto Figlio di Dio»" e "« [...] voi dite: Tu bestemmi, perché ho detto: Sono Figlio di Dio?»" - dichiararsi "Figlio di Dio" non era considerata una bestemmia. 

### Il processo dinanzi alla giustizia romana

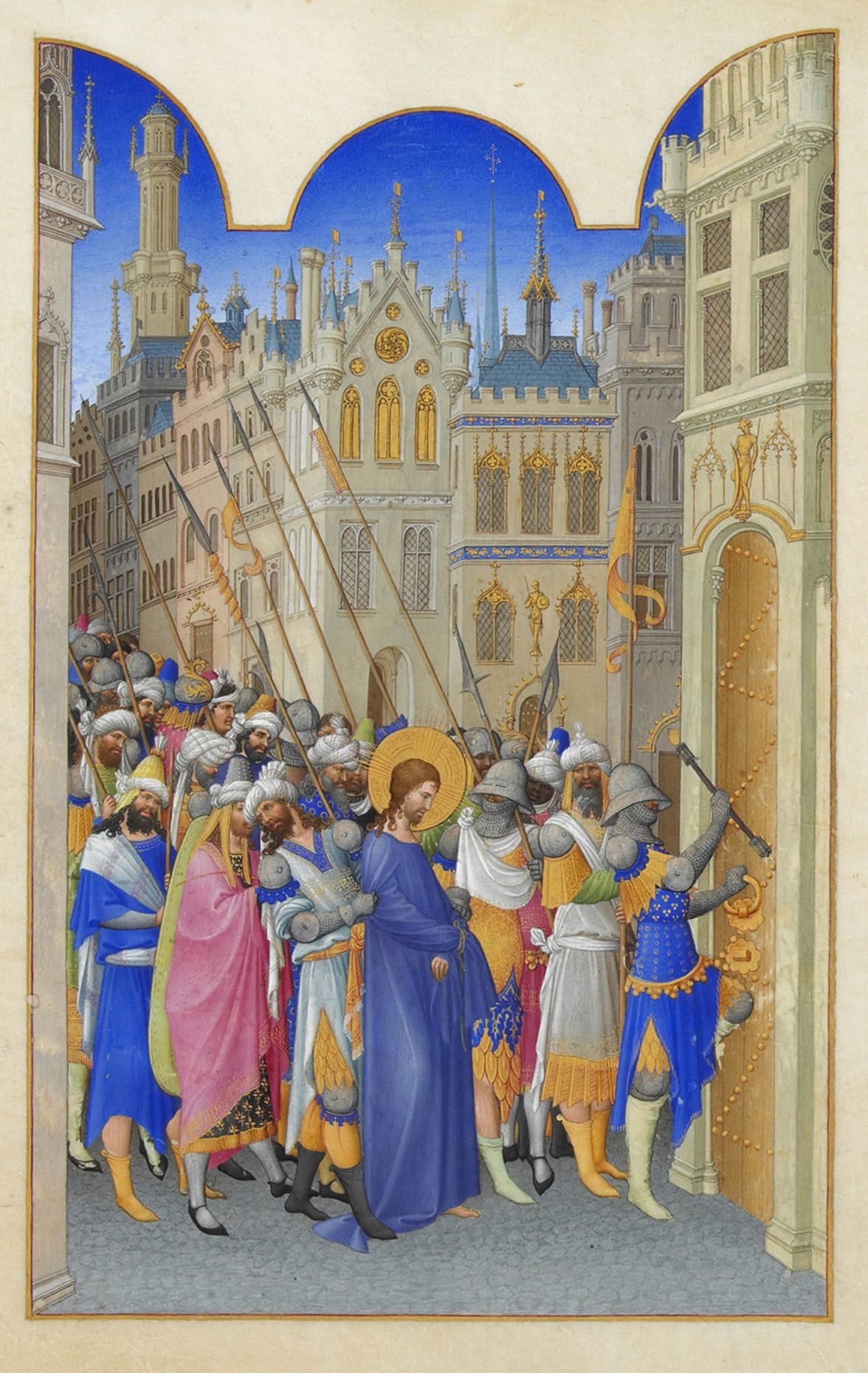
Cristo trascinato al pretorio per il giudizio di Ponzio Pilato, miniatura tratta dal Les Très Riches Heures du duc de Berry, folio 143r, dei fratelli Limbourg

Gesù venne condotto dinanzi al magistrato, il governatore romano Pilato, dopo avere stabilito un capo di accusa che prevedeva la morte; in questo, secondo alcuni studiosi, il Sinedrio assunse un ruolo che definiremmo "istruttorio" ai fini del processo vero e proprio. Il Sinedrio aveva la facoltà di giudicare ma non quella eseguire la condanna a morte nonostante l'avesse decretata Gv18,31. Questo dato biblico sulla ripartizione delle competenze giuridiche in Palestina appare coerente con quanto sappiamo della gestione del potere romano, in Giudea come anche nelle altre province.
Negli scritti neotestamentari sono comunque attestate condanne a morte eseguite dalle autorità ebraiche quali, il tentativo di lapidazione dell'adultera (Gv8,1-11); la lapidazione di Stefano (At7,57-60); l'uccisione per spada di Giacomo di Zebedeo (At12,2); la lapidazione di Giacomo "fratello del Signore". Ci sono tuttavia delle motivazioni che spiegano tali 'eccezioni': la pericope dell'adultera - ritenuta però dagli storici un'aggiunta posteriore al Vangelo secondo Giovanni, che inizia a comparire regolarmente nei manoscritti attorno al IX secolo d.C. - è più propriamente una diatriba giuridica che non una reale esecuzione capitale; la lapidazione di Stefano è un vero e proprio linciaggio, senza alcun processo sinedriale; l'esecuzione di Giacomo di Zebedeo è avvenuta tra il 41 e il 44 allorquando i Giudei riebbero per un breve periodo la piena sovranità sotto Erode Agrippa I, mentre quella di Giacomo il minore invece avvenne nel 62, in occasione del vuoto di potere tra Festo e Albino.

#### Ricostruzione degli eventi e dei possibili luoghi
Quanto al luogo, i vangeli concordano nel dire che Gesù fu condotto di fronte al governatore romano Pilato. Giovanni (18,28) definisce il luogo di questo incontro col titolo generico "pretorio". Anche Mt27,27 e Mc15,16 citano il pretorio, inteso come cortile: in questi casi si tratta più propriamente non del luogo del processo ma della flagellazione e dei maltrattamenti da parte dei soldati romani, ma viene lasciato intendere che il luogo sia lo stesso o nelle sue immediate vicinanze.
Con "pretorio" si intendeva la residenza ufficiale del procuratore romano. Solitamente il governatore risiedeva a Cesarea marittima, capitale della provincia di Giudea, ma in occasione delle feste poteva recarsi a Gerusalemme per controllare meglio eventuali tumulti. La sede del governatore, cioè il pretorio di Gerusalemme, non è nota con chiarezza e sono state proposte alcune ipotesi:
- la fortezza Antonia, posta a ridosso del lato settentrionale della spianata del tempio.[146] Nonostante non vi siano chiare indicazioni nelle fonti antiche che la roccaforte fungesse da palazzo politico, è tradizionalmente considerata il pretorio evangelico: se il governatore si recava a Gerusalemme per monitorare la sicurezza pubblica, il luogo più appropriato per farlo era proprio l'Antonia, dalla quale si poteva controllare l'intera spianata del tempio, unica 'piazza' della città. Scavi in epoca contemporanea hanno portato alla luce un pavimento lastricato in pietra calcarea che è stato da molti identificato col lithostroton del pretorio citato in Gv19,13[147], ma risale probabilmente al foro orientale della colonia tardo-romana Aelia Capitolina, costruito dopo il 135 d.C. Anche il cosiddetto "arco dell'Ecce Homo", tradizionalmente considerato il 'balcone' dal quale Pilato mostrò Gesù flagellato alla folla, è probabilmente un arco di trionfo di epoca tardo-romana. Nonostante questi dati incerti la maggior parte degli studiosi opta per questa prima opzione: la sede del processo fu il cortile interno della fortezza, mentre Gesù sarebbe stato flagellato da qualche parte all'interno della struttura, verosimilmente senza pubblico.
- il Palazzo degli Asmonei.[148] In tal caso non è chiaro dove sarebbe avvenuto il colloquio con Erode Antipa.
- la cittadella, ex palazzo di Erode il Grande, sul lato interno occidentale delle mura della città. Non esiste però nessuna tradizione cristiana antica al riguardo.

Quanto alla cronologia e all'effettivo svolgimento dell'incontro Gesù-Pilato si notano discordanze tra i resoconti evangelici:
- Matteo e Marco riportano l'interrogatorio come in unica sessione. I protagonisti (Gesù, Pilato, "sommi sacerdoti", popolo) sembrano riuniti nel medesimo luogo.
- Il solo Luca presenta, dopo il primo interrogatorio, il rinvio di Gesù a Erode Antipa. Dopo questo intermezzo Pilato convoca i sommi sacerdoti e il popolo (Lc23,13[149]): l'impressione è che si tratti di due sessioni cronologicamente distinte ma che i protagonisti siano riuniti nello stesso luogo.
- Giovanni presenta l'interrogatorio in un'unica sessione, ma divide la scena: i giudei rimangono fuori dal pretorio per non contaminarsi mentre Gesù viene condotto dentro. Pilato sembra fare una sorta di spola tra gli accusatori e Gesù e i colloqui con lui sono tutti privati. Solo alla fine, al momento dell'"Ecce Homo" e nella scena conclusiva, fa condurre fuori Gesù nel Litostroto-Gabbata (il cortile interno della fortezza Antonia?) e tutti i protagonisti sono compresenti.

Se si ammette la storicità dell'intermezzo del rinvio a Erode, e se si ammette di conseguenza che il processo presso Pilato si sia svolto in due sessioni distinte, la scelta della cronologia lunga (arresto martedì, morte venerdì) appare più plausibile. Nel caso della cronologia corta (arresto giovedì sera, morte venerdì) le concitate ore del venerdì mattina devono contenere una seduta, o l'intero processo secondo Luca(Lc22,66-71), del sinedrio, il primo interrogatorio di Pilato, il rinvio a Erode, la liberazione di Barabba, il secondo interrogatorio di Pilato.

#### L'accusa dinanzi al magistrato

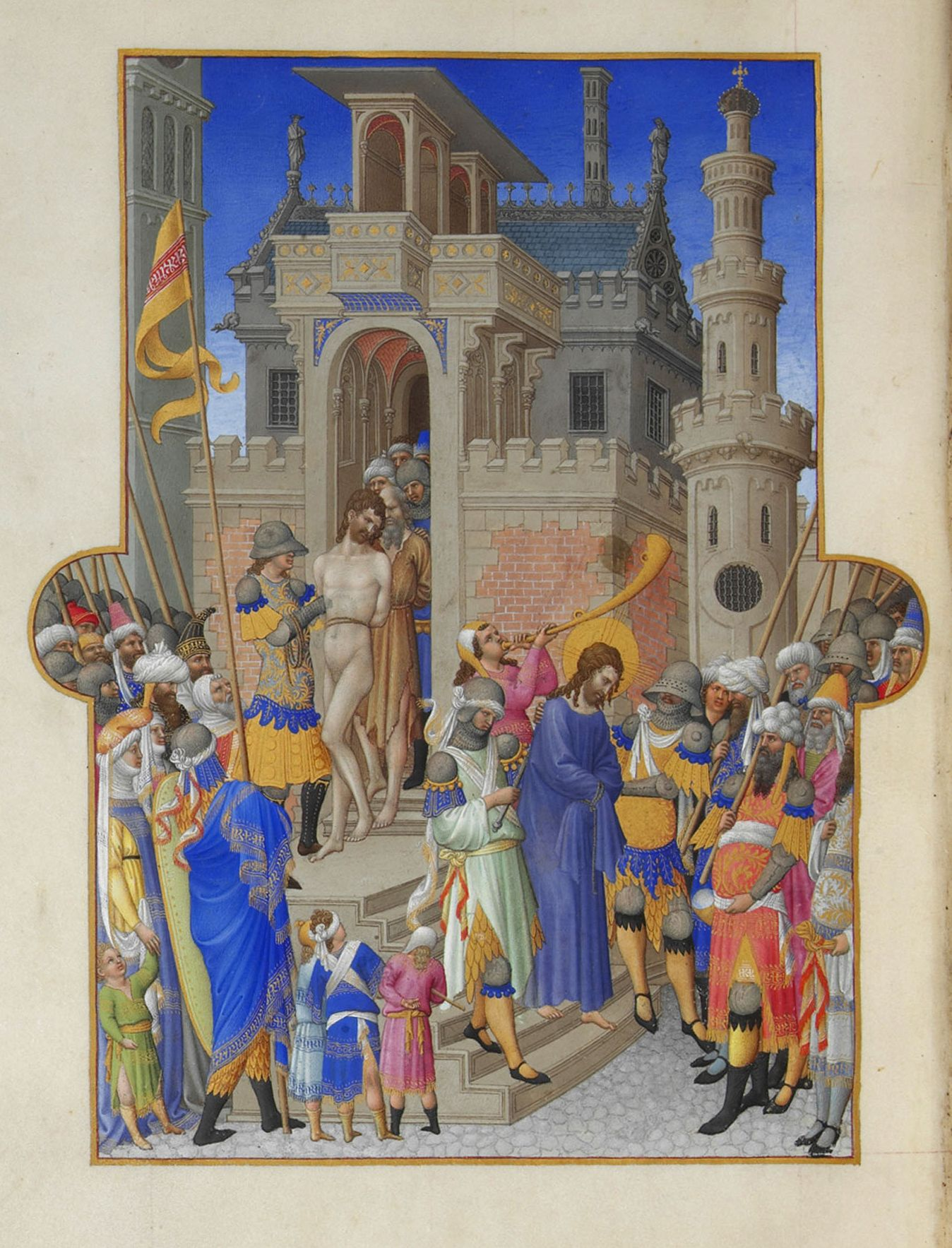
Cristo condotto via dal Pretorio; dietro di lui i due malfattori condannati a morte, legati nudi, sono trascinati via, miniatura da Les Très Riches Heures du duc de Berry, manoscritto dei Fratelli Limbourg, Folio 146v.

Il solo Luca riporta esplicitamente le accuse che le autorità ebraiche mossero contro Gesù a Pilato, accuse tutte di ordine prettamente politico: sobillava il popolo, impediva di dare i tributi a Cesare (titolo generico per l'imperatore romano), affermava di essere il Cristo-Messia re (23,2-5). Secondo i vangeli queste accuse sono infondate: Gesù non ha mai sobillato il popolo, non ha impedito di dare i tributi a Cesare ("Date a Cesare quel che è di Cesare", Mt22,21;Mc12,17;Lc20,25), non si è mai dichiarato re (Gv6,15).
In un primo momento non viene esplicitamente riportata dai vangeli la principale accusa che ne causò la condanna a morte da parte del Sinedrio, la "bestemmia" di essersi equiparato a Dio: questa motivazione, di ordine prettamente religioso, non poteva interessare al governatore romano. Secondo Gv19,7 questa viene riportata in un secondo momento: "si è fatto Figlio di Dio", dove l'epiteto è qui inteso non come semplice attributo del Messia, che non costituiva una bestemmia, ma come lo ha inteso la tradizione cristiana, cioè come uno stretto legame tra il Figlio e il Padre.

#### Interrogatorio dell'imputato
Secondo la testimonianza concorde dei quattro vangeli l'interrogatorio di Pilato si concentrò sulla terza accusa: "Tu sei il re dei Giudei?" "Tu lo dici" (Mt27,11-14;Mc15,2-5;Lc23,2-5;Gv18,28-38). Questa sola risposta riportata dai tre sinottici può suonare ambigua: "Non lo sono, sei tu che lo dici", oppure "Sì lo sono, lo dici tu stesso". Giovanni esplicita il senso affermativo: "Tu lo dici, io sono re", ma aggiunge la precisazione che chiarisce la natura teologica e non politica di questa regalità: "Il mio regno non è di questo mondo", che rappresenta una implicita discolpa di Gesù. A parte questa breve risposta i tre sinottici non riportano altre parole di Gesù, fatto che desta meraviglia in Pilato. Giovanni invece amplia il dialogo tra Gesù e Pilato. Secondo il diritto romano stabilire che Gesù si fosse dichiarato re rappresentava un reato di lesa maestà e implicava la condanna a morte.
Secondo i quattro vangeli Pilato, nonostante l'ammissione della sua regalità 'teologica', non trovò colpa in Gesù e in un primo momento non lo condannò. Questa ricerca di neutralità è in Mt27,19 rafforzata dall'intervento della moglie.
Il resoconto giovanneo del processo di fronte a Pilato, solleva comunque delle perplessità tra gli storici, non essendo verosimile che la massima autorità giudiziaria in Giudea e prefetto romano Ponzio Pilato abbia acconsentito - per non urtare la sensibilità religiosa dei giudei, come riportato appunto da Giovanni - a condurre il processo facendo da portavoce tra i suoi sudditi Ebrei, che erano rimasti fuori dal pretorio per non contaminarsi in vista della Pasqua, e l'accusato Gesù, uscendo ed entrando dal pretorio stesso almeno 6 volte; questo, a maggior ragione, conoscendo la crudeltà e la fermezza da sempre dimostrate da Pilato nei confronti degli Ebrei stessi.

#### Tentativi di Pilato: il rinvio ad Erode Antipa, la liberazione di un condannato
Il vangelo di Luca riporta (Lc23,6-12), all'interno dell'incontro tra Pilato e Gesù, il rinvio a Erode Antipa in quanto aveva appurato che era galileo. La motivazione del rinvio non viene esplicitata dal testo: il parere di alcuni è che Pilato, convinto della sua innocenza, cercasse una conferma in tal senso anche dal re della Galilea, di cui Gesù era suddito, da contrapporre alle accuse delle autorità giudaiche. Secondo altri, Pilato cercava solo di liberarsi delle sue responsabilità; aveva accettato di giudicare Gesù, che era galileo, secondo il principio giuridico del forum delicti ma aveva tentato di ricorrere al principio del forum domicilii (casistica prevista dal diritto romano).
Secondo Flusser, invece, Pilato intese rispettare il protocollo una volta appurato che l'imputato era galileo ottenendo in cambio di tale gesto l'amicizia di Erode.
Il parere del Miglietta è che si sia trattato di un calcolo preciso: Pilato, da giudice, con la richiesta di un parere sui fatti intendeva acquisire elementi circa la condotta di Gesù in merito all'accusa di "sollevare il popolo cominciando dalla Galilea" sperando allo stesso tempo di acquisire, con un atto di cortesia istituzionale, un risultato "politico", la riconciliazione con il vicino.
Erode Antipa risiedeva abitualmente a Tiberiade, capitale del suo effimero regno, ma come Pilato si trovava a Gerusalemme in occasione della Pasqua. La sede del palazzo degli Asmonei, è ipotizzata con relativa certezza al centro della città, di poco a occidente del tempio.
All'incontro erano presenti anche i "sommi sacerdoti" che accusavano Gesù. Le accuse non sono riportate dal resoconto di Luca. Secondo l'evangelista il re, in accordo col carattere semplicistico e un po' fanciullesco che gli viene attribuito anche in occasione dell'episodio della morte di Giovanni Battista (Mt14,6-11), sembra poco coinvolto dal processo e mostra interesse invece per le sue capacità di compiere miracoli. Gesù però non risponde nulla né compie alcun miracolo.
Disilluso dal colloquio Erode non espresse alcuna condanna, ma lui e i suoi soldati insultarono e schernirono Gesù, rivestendolo di una "splendida veste" (probabilmente per deriderlo come re) e rimandandolo a Pilato.
Dopo l'invio di Gesù ad Erode Antipa Pilato cercò di liberarlo  mediante il cosiddetto "privilegio pasquale", ma venne richiesta la liberazione di Barabba. In merito a tale amnistia per la Pasqua, va rilevato come non sia mai stata storicamente documentata per nessun governatore romano di alcuna provincia. Inoltre, appare improbabile che Ponzio Pilato, noto per la sua fermezza e crudeltà, fosse disposto a liberare un pericoloso ribelle. Va anche sottolineato che sull'esistenza di Barabba non vi è alcuna prova storica al di fuori dei vangeli; lo stesso nome "Barabba" significa in aramaico, lingua parlata nella Palestina del I secolo, "figlio del padre" e - in alcuni manoscritti del Vangelo secondo Matteo - viene chiamato "Gesù Barabba", quasi a voler sottolineare la colpa dei giudei, spesso rimarcata dagli evangelisti, nella scelta sbagliata del "Gesù figlio del padre".
Secondo Giovanni e soprattutto Luca (Lc23,22) la flagellazione è collocata prima della condanna definitiva e viene proposta, nelle intenzioni di Pilato, come una alternativa alla condanna capitale. Matteo e Marco invece sintetizzano gli eventi e la collocano dopo la condanna a morte, come preliminare della crocifissione. Vi è, comunque, un'incongruenza tra gli evangelisti: la flagellazione sarebbe avvenuta prima della fine del processo davanti a Ponzio Pilato, come riportato dal Vangelo secondo Giovanni, oppure dopo che era finito tale processo, subito prima che Pilato lo consegnasse ai soldati per la crocifissione, come invece precisato dei vangeli di Matteo e Marco. Non è pensabile che Gesù sia stato sottoposto a due flagellazioni - una prima della fine del processo e l'altra dopo - e sia riuscito a sopravvivere ad entrambe, ma nessun vangelo parla di una doppia flagellazione.

#### Sentenza
A fronte della pressione della folla che stava degenerando in un tumulto (Mt27,24) Pilato acconsentì alla loro richiesta di far crocifiggere Gesù e fece il gesto divenuto poi proverbiale di lavarsi le mani. Un certo numero di studiosi argomenta circa il gesto di lavarsi le mani, attribuito a Pilato, come storicamente poco verosimile per un prefetto romano, che nutriva oltretutto un certo disprezzo per i semiti, essendo questo un rituale ebraico di discolpa e affermazione di purezza riportato in vari passi della Bibbia, tuttavia l'uso dell'abluzione per rimuovere la colpa grave di un omicidio è attestato anche nella letteratura classica greca.

## La colpevolezza del Sinedrio come motivo di antisemitismo

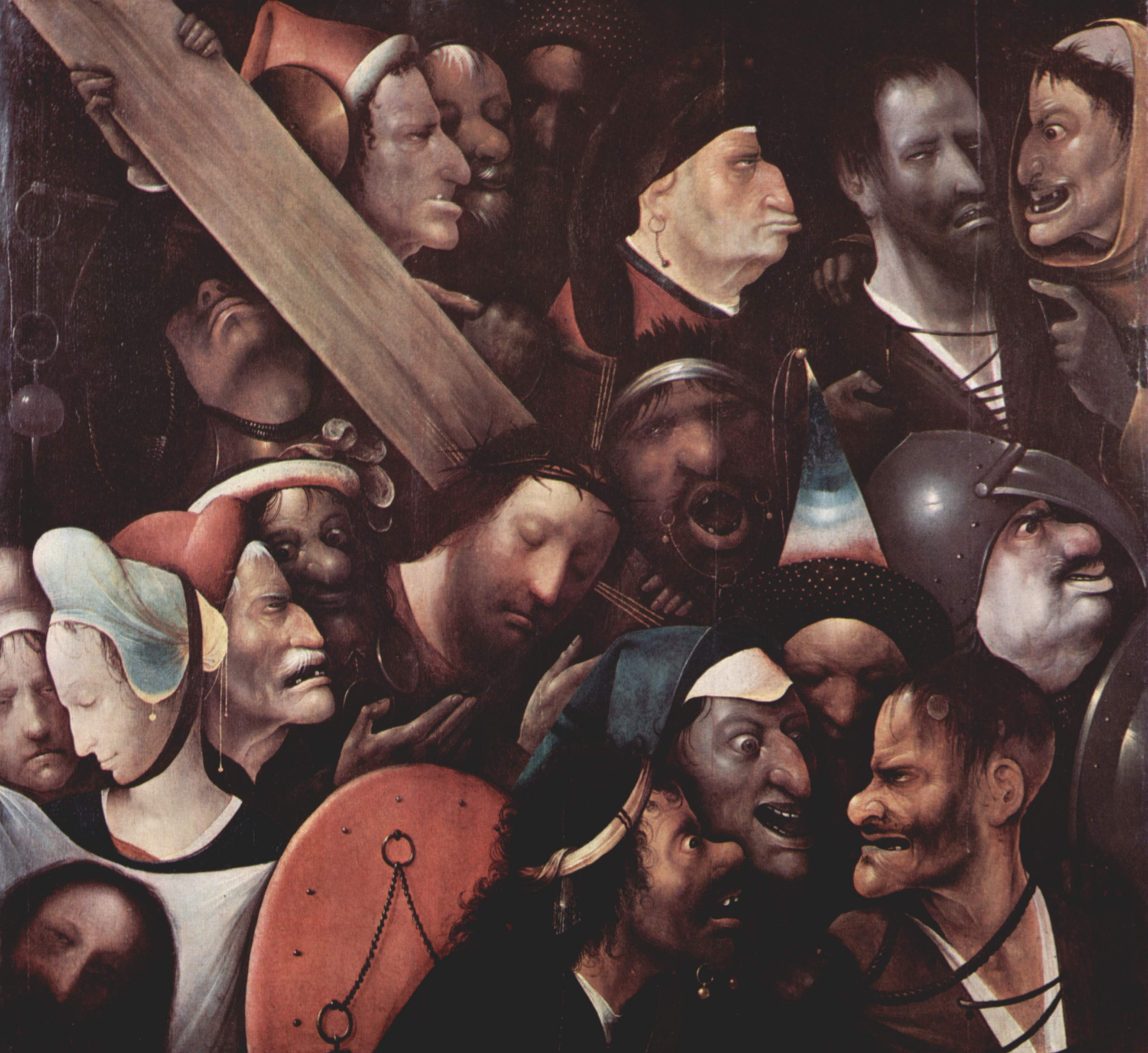
La Salita al Calvario di Hieronymus Bosch. Da notare come mostruosamente siano raffigurati i Giudei

Una delle frasi più note, in merito all'assunzione di responsabilità della morte di Gesù da parte degli Ebrei, è il passo Mt27,25: "E tutto il popolo rispose: «Il suo sangue ricada sopra di noi e sopra i nostri figli»", contenuto nel solo Vangelo secondo Matteo. Tale frase "com'è noto [...] non è storica: proietta all'indietro le polemiche tra i Giudei e i seguaci di Gesù della fine del I secolo" e gli esegeti del "Nuovo Grande Commentario Biblico" evidenziano in merito come "l'amaro, sgradevole carattere di questo versetto può essere solo capito come risultato della polemica contemporanea e alla luce della prospettiva storica di Matteo". Secondo Joseph Ratzinger, Matteo non mette il verbo "ricada" nella frase con l'intento di sottolineare la perdita definita del privilegio di essere "il popolo di Dio" e non per esprimere un fatto storico. Altri studiosi cristiani osservano, invece, il peso che ebbe tale frase matteana e il teologo John Dominic Crossan, tra i cofondatori del Jesus Seminar, sottolinea che "questa reiterata giustapposizione tra gli ebrei che domandano la crocifissione di Gesù e le dichiarazioni romane sull'innocenza di Gesù stesso non è profezia e neanche è storia. È propaganda Cristiana" e "alla luce del successivo antigiudaismo Cristiano e alfine dell'antisemitismo genocida, non è più possibile in retrospettiva pensare che questa finzione della passione fosse una propaganda relativamente benigna. Per quanto spiegabili le sue origini, difendibili le sue invettive e comprensibili i suoi motivi tra i Cristiani che lottavano per la sopravvivenza, la sua ripetizione è adesso diventata la più duratura menzogna e, per la nostra integrità, noi Cristiani dobbiamo alla fine definirla in tal modo", inoltre "una volta che l'Impero Romano divenne Cristiano questa finzione diventò letale". Anche il biblista cattolico tedesco Josef Blinzler riconosce: "la storia della passione di Gesù si è realmente trasformata nella storia della sofferenza degli Ebrei; la strada del Signore verso la croce è diventata una via dolorosa della gente ebraica attraverso i secoli". Raymond Brown evidenzia, inoltre, che "mentre l'intero Nuovo Testamento è stato mal usato in maniera antiebraica, questo testo, con tutta la gente che urla «Il suo sangue ricada sopra di noi e sopra i nostri figli», ha avuto un ruolo speciale. È stato trattato come se fosse una auto maledizione con la quale la gente ebraica attirò su sé stessa il sangue di Gesù per tutti i tempi successivi. [...] Questa è una di quelle frasi che sono state responsabili per oceani di sangue umano e un incessante flusso di miseria e desolazione"; aggiunge tale teologo come la stessa frase fu poi usata dai primi cristiani e dai Padri della Chiesa: "Origene andò drasticamente aldilà del giudizio di Matteo quando nel 240 dopo Cristo egli scrisse: «per questa ragione il sangue di Gesù ricade non solo su quelli che vissero al momento ma anche su tutte le generazioni di Giudei che seguirono, fino alla fine dei tempi». Sfortunatamente egli fu seguito nella sua valutazione da alcuni dei più grandi nomi della Cristianità" e ad esempio "Sant'Agostino, Giovanni Crisostomo, Tommaso d'Aquino, Lutero, etc, sono citati come sostenitori, con preoccupante ferocia, del diritto e anche del dovere dei Cristiani di disprezzare, odiare e punire gli Ebrei".
In merito al Vangelo di Marco, nota Vito Mancuso che a chiedere la crocifissione di Gesù, per Marco fu invece una folla (composta probabilmente dai sostenitori di Barabba, lì radunati dai sacerdoti), per Giovanni i Giudei (identificabili con l'aristocrazia del tempio) e per Luca i capi dei sacerdoti, i magistrati ebrei e il popolo, quest'ultimo non nella sua totalità, mentre gli studiosi del "Nuovo Grande Commentario Biblico" osservano - in merito al verso Mc14,55 "Intanto i capi dei sacerdoti e tutto il Sinedrio cercavano una testimonianza contro Gesù per metterlo a morte, ma non la trovavano" - come "Marco sta presentando l'udienza come un vero e proprio processo davanti a tutto il Sinedrio. Questa tendenza faceva probabilmente parte dello sforzo generale dei Cristiani di diminuire il coinvolgimento dei Romani nella morte di Gesù e di accrescere quello dei Giudei".
Anche nel Vangelo secondo Luca - in merito al verso di Luca Lc23,25: "Rilasciò colui che era stato messo in carcere per sommossa e omicidio e che essi richiedevano, e abbandonò Gesù alla loro volontà" - gli studiosi dell'interconfessionale "Parola del Signore Commentata" rilevano che "in modo ancora più forte di Matteo, Luca giudica i Romani liberi dalla «colpa» della morte di Gesù. Luca tace addirittura il fatto che sia stato Pilato a pronunziare la sentenza di morte. L'unico fatto che egli ci riferisce è che il governatore lasciò che fossero gli abitanti di Gerusalemme a decidere sulla sorte di Gesù".
Anche nella Prima lettera ai Tessalonicesi - che, scritta attorno al 50 d.C., è il più antico documento neotestamentario esistente - come osservano gli esegeti del "Nuovo Grande Commentario Biblico", al verso 1Tess2,13-16 con "forte tono antisemitico [...] Paolo enumera una serie di accuse contro i Giudei: l'uccisione di Gesù e dei profeti, la persecuzione contro Paolo e i suoi collaboratori, la disubbidienza verso Dio, l'inimicizia nei confronti degli uomini, il porre impedimenti al vangelo perché non raggiunga i pagani laddove possa servire alla loro salvezza".
Secondo alcuni, invece, il testo dei vangeli canonici non attribuisce la "colpa" ai soli giudei e coinvolge nelle responsabilità della condanna a morte di Gesù anche Erode Antipa e i Romani. Gesù nel vangelo di Giovanni dice a Pilato che coloro che l'hanno consegnato a lui hanno una colpa più grande intendendo soprattutto le autorità del Tempio, Caifa ed Anna che avevano organizzato il processo per eliminarlo. Il Nuovo Testamento descrive in vari modi la partecipazione e le responsabilità del Sinedrio nella condanna e nell'esecuzione di Gesù, ma non esenta dalle colpe i romani stessi. Il Nuovo Testamento sottolinea anche il fatto che Pilato, dopo che Gesù venne consegnato a lui, appurato che si trattava di "problemi religiosi" voleva che il condannato venisse giudicato dagli ebrei e che essi lasciarono a lui la sentenza poiché per loro non era possibile mettere a morte qualcuno sotto l'autorità romana (Giovanni 18, 31). La persecuzione degli ebrei fu un fenomeno piuttosto frequente, soprattutto nell'Europa cattolica del Medioevo. Tutto ciò sarebbe stato però contrario agli insegnamenti dello stesso Gesù che aveva ordinato ai suoi discepoli di amare i propri nemici (Matteo 5, 38-39) e aveva perdonato, in punto di morte, gli uomini che l'avevano crocifisso (Luca 9, 51-56).

## Storicità e attendibilità del processo
Come ricordato in una precedente sezione, i quattro vangeli canonici sono le uniche fonti storiche in merito al processo di Gesù. Molti studiosi evidenziano - come meglio precisato nei sottostanti paragrafi della presente sezione - come tali narrazioni non sarebbero storicamente conciliabili e attendibili, rappresentando queste la personale interpretazione teologica di ogni evangelista su precedenti materiali della tradizione cristiana. 
Raymond Brown evidenzia come "la soluzione più comune (almeno in passato) sia stata armonizzare le singole narrazioni evangeliche con la presunzione che ognuna sia storicamente vera ma riferita solo ad una parte di una scena più ampia. Spesso molta immaginazione è stata usata per tali armonizzazioni [...] Siccome i singoli vangeli non incoraggiano a compiere tali armonizzazioni, è meglio considerare separatamente i tre adattamenti che ci arrivano da Marco/Matteo, Luca e Giovanni. A prescindere da come è nato, ogni adattamento dà l'impressione di essere la descrizione completa di cosa accadde, non la parte di una scena più ampia". Gli evangelisti, precisa Raymond Brown, si basarono su materiale precedente, che "riarrangiarono per inserirlo secondo i propri intenti teologici [e tale materiale] nella maggior parte dei casi sarà più vicino alla storia rispetto agli arrangiamenti fatti nei vangeli"; quindi, in merito alle scene processuali di fronte alle autorità ebraiche e a quella romana, "sicuramente entrambe non sono storiche così come descritte, qualunque tradizione sottostante è stata pesantemente rimodellata". 
Così, ad esempio, "il racconto lucano del processo differisce notevolmente da quello di Marco" e pone un unico procedimento sinedrile il mattino al contrario di Marco/Matteo che riferiscono di due procedimenti, di cui uno notturno; mentre invece il Vangelo di Giovanni riferisce che il processo "ebbe luogo settimane prima della Pasqua" e "una seria possibilità è che la versione di Giovanni sia più antica e forse anche più storica". 
Anche il processo di fronte a Pilato "è trattato differentemente in ogni vangelo" e "questi sono racconti popolari, non documentazioni legali". 
Secondo alcuni autori molti altri dettagli dei processi non sarebbero storicamente coerenti o risulterebbero inconciliabili tra i vangeli: ad esempio, la figura di Barabba (e la relativa usanza del rilascio di un prigioniero a Pasqua), oppure l'accusa di blasfemia verso Gesù, o i resoconti sulla flagellazione di Gesù e sullo scherno nei suoi confronti parte dei soldati.

### Il processo davanti al Sinedrio
Il resoconto evangelico del processo di fronte ai sommi sacerdoti e al Sinedrio presenta notevoli problemi storici e il teologo John Dominic Crossan, tra i cofondatori del Jesus Seminar - concordemente al teologo cristiano Rudolf Bultmann - ritiene che "la tradizione trasmessa non è il nucleo di una memoria ricordata di cosa è accaduto a Gesù durante il processo ma il nucleo di profezie che rimpiazzano l'assenza di ricordi". Vi è, ad esempio, discordanza tra i vangeli se il Sinedrio si sia riunito due volte - una di notte e una al mattino, come sostengono Marco e Matteo - oppure solo una al mattino, come riporta invece Luca, con resoconto identico a quello degli altri due sinottici per la prima riunione notturna; notano gli esegeti del "Nuovo Grande Commentario Biblico" che Luca "differisce notevolmente" e "in luogo della sequenza di Marco: arresto, processo notturno, scherni, rinnegamento, Luca ha la seguente: arresto, rinnegamento, scherni e processo mattutino" in cui "non ci sono falsi testimoni; non si parla dell'accusa che Gesù dichiarava di distruggere il Tempio; il processo è condotto dall'intera assemblea o Sinedrio mentre in Marco il solo sommo sacerdote funge da portavoce". Concordemente, gli esegeti dell'interconfessionale Bibbia TOB osservano che in Luca "il racconto della comparizione di Gesù davanti al Sinedrio corrisponde essenzialmente ai passi paralleli di Matteo e Marco (le deposizioni dei testimoni sono omesse, ma vi si accenna al versetto 71). Ne differisce per la cronologia (questa seduta del mattino corrisponde a quella della notte in Matteo e Marco)". 
Raymond Brown - nel notare come sia il processo sinedrile sia quello romano descritti dai vangeli non siano storici e le tradizioni pre-evangeliche siano state pesantemente riadattate dagli evangelisti - precisa come "lo spostamento del processo del Sinedrio al mattino è un riordino di Luca [e] quando esaminato criticamente, mostra i segni rivelatori dei problemi causati da tale riordino". Lo stesso Raymond Brown sottolinea che "per poter armonizzare molti hanno supposto che Luca non narri la sessione del processo che Marco pone di notte, ma una forma allargata della sessione mattutina di Marco. Questa tesi deve essere rigettata per tre motivi: primo, Luca nel narrare il processo mattutino non dà indicazioni di una precedente sessione notturna e non lascia neppure lo spazio per effettuarne una; secondo, i contenuti della sessione mattutina di Luca sono del tutto simili alla maggior parte di quelli della sessione notturna di Marco, ma non a cosa Marco riporta per il mattino; e terzo, Marco non descrive una sessione mattutina ma semplicemente la fine della sola sessione che ebbe luogo la notte".
Al contrario dei sinottici, inoltre, per il Vangelo secondo Giovanni la riunione sinedrile avvenne invece molti giorni prima - quando Gesù non si trovava ancora a Gerusalemme - e l'evangelista non cita, infatti, alcuna altra riunione il giorno del processo davanti a Pilato. Raymond Brown osserva che " per Giovanni la scena ebbe luogo settimane prima della Pasqua [...] La scena sinedrile di Giovanni non è dipendente da quella dei Sinottici ma rappresenta una tradizione indipendente [...] Una seria possibilità è che la versione di Giovanni sia più antica e forse anche più storica [...] Storicamente, avere una sessione del Sinedrio settimane prima di Pasqua sarebbe più plausibile di una convocata di fretta nel mezzo della notte" e quindi "Marco può aver messo qui una sessione sinedrile che nella tradizione non aveva una data precisa ma nei fatti successe prima, e storicamente Giovanni può essere più plausibile nel descrivere solo un interrogatorio sacerdotale nella notte prima che Gesù fosse consegnato ai Romani". Anche gli esegeti della Bibbia di Gerusalemme ritengono che "Gv 18,31 suppone che effettivamente non ci sia stato un processo davanti al Sinedrio, che si sarebbe concluso con una condanna a morte. Secondo le tradizioni «giovannee», si sarebbe invece tenuta una riunione del Sinedrio, che avrebbe deciso la morte di Gesù per ragion di stato, ma in assenza di Gesù e molto prima del suo arresto. D'altra parte, la decisione di far morire Gesù sarebbe la conclusione del lungo conflitto tra Gesù e i capi del popolo ebraico, che si era acuito al momento delle diverse salite di Gesù a Gerusalemme. Questa presentazione dei fatti è più plausibile di quella della tradizione sinottica, la quale, facendo salire una sola volta Gesù a Gerusalemme, avrebbe sintetizzato il dramma con il racconto della comparsa di Gesù davanti al Sinedrio nella notte stessa dell'arresto" e infatti in merito a tale tradizione sinottica "numerosi storici hanno mostrato l'inverosimiglianza di questa procedura, il che poneva seri interrogativi sulla verità storica dei Sinottici"; appare, inoltre, storicamente improbabile che vi possa essere stata una convocazione notturna e improvvisa dei settanta dei membri Sinedrio, seguita oltretutto da un'ulteriore seduta in mattinata.
Teologicamente, il Vangelo secondo Giovanni, il quale non presenta un processo a Pasqua, ma una sentenza emanata già settimane prima, inserisce tale processo in seguito al miracolo della risurrezione di Lazzaro, in quanto "Giovanni deliberatamente crea una sequenza tra la resurrezione di Lazzaro e la decisione del Sinedrio di mettere Gesù a morte. Il suo arrangiamento è teologico" più che storico.
La narrazione sinottica dell'incontro con il sommo sacerdote non risulta quindi conciliabile con quella giovannea e "il procedimento legale [durante la Pasqua] descritto da Giovanni non è ambiguo, non suggerisce affatto un processo, neppure da una versione ridotta del Sinedrio [e] qualunque parallelismo nel contenuto o nel formato con il processo sinedrile dei Sinottici davanti al sommo sacerdote (o sacerdoti, Caifa per Matteo) è negli occhi di chi interpreta, non nel testo di Giovanni" e i "problemi che sono stati riscontrati nelle narrazioni dei vangeli su questo interrogatorio diventano più comprensibili se riconosciamo come i singoli evangelisti hanno riadattato le tradizioni pre-evangeliche" piuttosto delle "goffaggini create mettendo insieme gli episodi che erano separati nella tradizione".
Anche in merito ai "falsi testimoni" portati contro Gesù, tali narrazioni risulterebbero storicamente dubbie e questo si evidenzia anche nel "problema reale della scena, ad esempio preparare dei falsi testimoni che dopo non concordano"; inoltre, in merito alle testimonianze rese sull'affermazione di Gesù relativa alla distruzione del Tempio "i vangeli nelle loro descrizioni del procedimento nel Sinedrio non concordano tuttavia se tale affermazione di Gesù fosse stata effettivamente citata nella sessione sinedrile che causò la condanna a morte da parte dei leaders di Gerusalemme. Giovanni e Luca non hanno l'affermazione, Marco/Matteo sì. Perciò non c'è modo di risolvere la questione. L'apparire del detto sulle labbra dei (falsi) testimoni in Marco/Matteo potrebbe essere un modo di drammatizzare un fatto avvenuto, benché non con parole citate testualmente".

### L'accusa di blasfemia
Si evidenziano delle presunte incongruenze anche per l'accusa di blasfemia nei confronti di Gesù. In merito all'affermazione di Gesù di essere Messia e "Figlio di Dio", questo non costituisce un reato punibile con la morte e anche gli studiosi della École biblique et archéologique française (i curatori della Bibbia di Gerusalemme) rilevano infatti - concordemente a Raymond Brown, il quale sostiene che, in merito a tale possibilità, "deve essere risposto negativamente" - che "secondo Luca, il Sinedrio avrebbe condannato Gesù a morte per avere bestemmiato dicendosi «Figlio di Dio» (Lc22,70; cf. Mt26,64-66; Mc14,62-64). Al v.36 Gesù ricorda che nella Scrittura (cf. 10,34-35) l'espressione «Figlio di Dio» ha un senso debole e non costituisce bestemmia. Ma dopo la risurrezione, i cristiani la comprenderanno in un senso forte, trascendente, addirittura divino; il che provocherà la rottura con il giudaismo". 

Relativamente, invece, all'affermazione che la "bestemmia" di Gesù fosse stata nell'equipararsi ("sedere alla destra") a Dio, indicato con l'epiteto "Potenza", notano gli studiosi del "Nuovo Grande Commentario Biblico" - per l'affermazione di Gesù (Mc14,64): " Gesù rispose: «Io lo sono! E vedrete il Figlio dell'uomo seduto alla destra della Potenza e venire con le nubi del cielo»" - come "l'accusa di bestemmia viene usata in modo poco preciso, perché secondo Lv24,10-23 la bestemmia implicava il nome divino e veniva punita con la lapidazione" e in tale espressione - citata nelle profezie del Libro di Daniele - gli evangelisti, che scrissero in greco e al di fuori della Palestina, proiettarono, la loro visione cristiana di quella che poteva essere una bestemmia in ambiente giudaico. Anche il teologo cristiano Rudolf Bultmann ritiene che fu la successiva tradizione cristiana a influenzare gli evangelisti: "La confessione di Gesù della sua messianicità non avrebbe potuto condurre alla sua condanna [...] Per la successiva tradizione cristiana, dalla quale tutti gli eventi di questa storia arrivano, la dichiarazione di messianicità di Gesù, che era il principale problema tra la chiesa e il giudaismo, poteva bene apparire essere la base della sua condanna"; così Raymond Brown ritiene che "senza dubbio questo processo è scritto alla luce della successiva esperienza dei Cristiani. In esso noi stiamo udendo come i Cristiani del tardo terzo del I secolo pensavano che gli avversari Ebrei avrebbero giudicato Gesù essere blasfemo. Dalle scene del processo possiamo concludere che (negli occhi dei Cristiani) gli avversari Ebrei pensavano blasfeme le esaltazioni di Gesù come messia, il figlio di Dio. Forse anche (in questa scena Cristiana), gli avversari Ebrei di quel periodo avrebbero considerato blasfemamente arrogante la valutazione Cristiana della distruzione del tempio di Dio come un giudizio sugli Ebrei da parte di Gesù, il figlio dell'uomo, perché questi avversari sapevano che tutte queste cose erano nelle mani del solo Dio d'Israele [...] Sottolineo che questa è un'immagine di circa 30 o 70 anni dopo gli eventi, in un periodo quando i problemi di separare quelli che credevano in Gesù da quelli (Ebrei) che non ci credevano era diventato più chiaramente e ostilmente articolato".

### Il processo davanti a Pilato
In merito alla storicità del processo di fronte alla giustizia romana, analogamente a quello ebraico, Raymond Brown rileva come "il tipo di narrazione che i vangeli presentano non è né un rapporto legale sul processo e neppure una sintesi di un testimone" e "il processo Romano di Gesù è trattato differentemente in ogni vangelo. Non abbiamo a che fare in nessun vangelo con un resoconto di testimoni di cosa accadde (specialmente in Giovanni, dove Gesù è dentro il pretorio lontano dagli occhi pubblici o anche dagli occhi di un discepolo che potrebbe aver ricordato). La tesi che un resoconto scritto del processo esisteva negli archivi Romani è invenzione, nonostante alcune referenze patristiche successive. Piuttosto ci sono elementi nella tradizione Cristiana che sono comuni ai quattro vangeli. [...] Tuttavia il grado al quale questi elementi sono drammatizzati e altri sono introdotti varia considerevolmente tra i vangeli. Anche il ritratto di Pilato non è coerente" e "questi sono racconti popolari, non documentazioni legali". 
Ad esempio, il Vangelo di Matteo introduce in tale processo degli elementi, non presenti in altre fonti (i 30 pezzi di argento per Giuda e il Campo di sangue, il sogno di una donna pagana (moglie di Pilato), il gesto di Pilato di lavarsi le mani), che sono "popolari quasi folkloristici temi per insegnare la lezione teologica che la giustizia di Dio non è derisa ma interessa ogni parte coinvolta nello spargimento del sangue del figlio di Dio". Lo stesso Matteo è ancora l'unica fonte anche per quanto riguarda l'affermazione degli Ebrei, dopo che Pilato si lavò le mani, "E tutto il popolo rispose: «Il suo sangue ricada sopra di noi e sopra i nostri figli»" e, come osserva il biblista Mauro Pesce, "com'è noto, questa frase che si trova solo in Matteo non è storica: proietta all'indietro le polemiche tra i Giudei e i seguaci di Gesù della fine del I secolo"; anche Raymond Brown, in merito alla storicità, ritiene che "questo episodio rappresenta una composizione di Matteo sulla base di una tradizione popolare riflettente sul tema del sangue innocente di Gesù e della responsabilità da esso creato. È della stessa derivazione e formazione degli episodi di Giuda e della moglie di Pilato. (Infatti io sospetto che la tradizione dietro alla storia dei Magi arrivi dagli stessi circoli giudaico cristiani)" e "mentre l'intero Nuovo Testamento è stato mal usato in maniera antiebraica, questo testo, con tutta la gente che urla «Il suo sangue ricada sopra di noi e sopra i nostri figli», ha avuto un ruolo speciale. È stato trattato come se fosse un'automaledizione con la quale la gente ebraica attirò su sé stessa il sangue di Gesù per tutti i tempi successivi [...] Questa è una di quelle frasi che sono state responsabili per oceani di sangue umano e un incessante flusso di miseria e desolazione".
Anche il resoconto giovanneo del processo romano, presenta inverosimilmente la massima autorità romana Ponzio Pilato, noto per la sua crudeltà nei confronti degli Ebrei, che fa da spola fuori e dentro il pretorio almeno 6 volte, fungendo da portavoce tra Gesù e i capi giudei; questo per non urtare la sensibilità religiosa dei suoi sudditi, in quanto "i capi dei giudei non vogliono entrare nel pretorio per non compromettere la purità rituale in vista della cena pasquale, ed essi quella sera vogliono mangiare l'agnello pasquale", benché "secondo Marco, invece, avevano già mangiato la Pasqua la sera precedente!". Lo storico e teologo John Dominic Crossan, tra i cofondatori del Jesus Seminar, sottolinea come "decisamente la più significativa invenzione giovannea è il magistralmente bilanciato scenario nel quale Pilato corre avanti e indietro tra Gesù all'interno e le autorità ebraiche all'esterno durante il molto, molto più lungo [rispetto ai Sinottici] processo Romano" e "l'intera passione giovannea manca di verosimiglianza storica perché mostra Gesù in totale controllo durante l'arresto, il processo, la crocifissione e anche la sepoltura. Egli sta giudicando Pilato, non Pilato lui"; analogo il parere di Raymond Brown: "dentro Gesù è sereno in modo sovrano riflettendo la sua convinzione [...] egli non tratta Pilato come un uguale, ancor meno come un superiore, piuttosto Gesù pronuncia degli oracoli che lasciano Pilato attonito [...] non ci può essere dubbio che questo è deliberatamente un tocco artistico, espandendo e riarrangiando che cosa arriva dalla tradizione", in quanto è usanza di "Giovanni aggiungere dialoghi, come Matteo aggiungere azioni, riflettenti le controversie teologiche tra cristiani e capi ebrei della sinagoga della seconda metà del primo secolo". 
Anche in merito alla figura di Ponzio Pilato - prefetto della Giudea dal 26 al 36 d.C. - il racconto dei vangeli non appare storico e gli esegeti del "Nuovo Grande Commentario Biblico" osservano che "i ritratti che ne danno i vangeli come di un uomo indeciso e preoccupato della giustizia contraddicono altre antiche descrizioni della sua crudeltà e ostinazione", mentre John Dominic Crossan rileva come le informazioni "riguardanti Pilato [che ci giungono] da Flavio Giuseppe mostrano la sua mancanza di interesse per la sensibilità religiosa ebraica e la sua capacità di avere metodi piuttosto brutali per il controllo della popolazione".
Il solo Luca, inoltre, presenta, dopo il primo interrogatorio, il rinvio di Gesù a Erode Antipa, ma anche tale episodio secondo alcuni esegeti non sarebbe storico e Raymond Brown ritiene che "tale scena in Luca23 è difficilmente un resoconto storico diretto ma questo materiale [materiale pre-Lucano riguardante Erode Antipa] non è necessariamente storico, e la sua assenza in Marco, Matteo e Giovanni mostra che un forte dubbio rimane".

### L'amnistia pasquale e la liberazione di Barabba
In merito a tale amnistia per la Pasqua, va rilevato come non sia mai stata documentata da altre fonti per nessun governatore romano di alcuna provincia. Gli stessi evangelisti sono in disaccordo sulla provenienza di tale amnistia e Raymond Brown evidenzia che "i vangeli differiscono in merito alle origini della usanza del perdono, questo riguardava il governatore Romano secondo Marco/Matteo e gli Ebrei secondo Giovanni"; lo stesso esegeta ne rileva l'inverosimiglianza storica e l'assoluta mancanza di fonti: oltre alla mancanza di citazioni in Filone, anche "Flavio Giuseppe dà una lunga lista di concessioni romane sia imperiali che locali ai Giudei, iniziando con quelle di Giulio Cesare, ma nessuna di queste concessioni menziona il rilascio di un prigioniero a una festa [e] la letteratura talmudica dà quasi una descrizione ora per ora della Pasqua e non menziona mai questa usanza". Anche altri autorevoli studiosi - il "Nuovo Grande Commentario Biblico", l'interconfessionale Bibbia TOB, il teologo Rudolf Bultmann - evidenziano la non storicità dell'episodio e il teologo John Dominic Crossan, tra i cofondatori del Jesus Seminar, rileva come questo "non sia assolutamente un racconto storico, e che sia più plausibilmente un'invenzione di Marco" e "il suo ritratto di un Ponzio Pilato mitemente acquiescente dinanzi alla folla urlante è esattamente l'opposto dell'immagine che ci siamo fatti di lui attraverso la descrizione di Giuseppe Flavio: la specialità di Pilato era il controllo brutale della folla. [Inoltre] qualcosa come la consuetudine di concedere in occasione della Pasqua un'amnistia generalizzata - liberazione di qualsiasi prigioniero venisse richiesta per acclamazione dalla folla - è contraria ad ogni saggezza amministrativa". 
Sottolinea ancora Raymond Brown - essendo "questo versetto ("Ma egli doveva rilasciare loro qualcuno in occasione della festa", Lc23,17) omesso dai manoscritti più autorevoli" del Vangelo di Luca - come anche "già all'inizio del terzo secolo Origene tradì sorpresa in merito a questa usanza. L'omissione di Luca di tale usanza, benché egli conoscesse Marco, si può pensare rappresentare scetticismo", mentre invece "in At25,16 Luca tradisce conoscenza dell'usanza opposta da parte Romana: il prefetto Festo asserisce che non è abitudine Romana rilasciare un prigioniero prima di una corretta procedura giuridica". 
L'inserimento dell'episodio di Barabba - personaggio per il quale non vi è quindi alcuna prova storica al di fuori dei vangeli - da parte degli evangelisti è di natura teologica, anche considerando che lo stesso nome "Barabba" (bar 'abbā') significa in aramaico, lingua parlata nella Palestina del I secolo, "figlio del padre" e, in alcuni manoscritti del Vangelo secondo Matteo, viene chiamato «Gesù Barabba», quasi a voler sottolineare la colpa dei Giudei, spesso rimarcata dagli evangelisti, nella scelta sbagliata del "Gesù figlio del padre". Raymond Brown ritiene che, presupponendone una qualche storicità, "il substrato storico dell'episodio di Barabba può essere stato relativamente semplice. Un uomo di nome Barabba fu arrestato dopo una sommossa che aveva causato alcuni morti in Gerusalemme. Alla fine egli fu rilasciato da Pilato quando una festa portò il governatore a Gerusalemme per supervisionare l'ordine pubblico. Presumibilmente questo accadde nello stesso periodo in cui Gesù fu crocifisso, oppure non lontano da esso, oppure in un'altra Pasqua. In qualunque caso, questo rilascio colpì i cristiani, vista l'ironia che si trattava dello stesso problema legale, sedizione contro l'autorità dell'Impero. [...] La tendenza dei narratori di contrapporre il rilascio di Barabba e la crocifissione di Gesù mettendoli insieme allo stesso momento di fronte alla giustizia di Pilato sarebbe stata accresciuta se entrambi avessero avuto lo stesso nome personale, Gesù"; "il reale peso della narrazione di Barabba è su un altro livello, cioè la verità che gli Evangelisti volevano trasmettere riguardo alla morte di Gesù. Per loro la condanna dell'innocente Gesù aveva un lato negativo, la scelta del male. La storia di Barabba, se pur con una base fattuale, fu drammatizzata per trasmettere questa verità".

### La flagellazione e lo scherno nei confronti di Gesù
Riguardo alla flagellazione di Gesù, presentata nel processo di fronte a Pilato, gli evangelisti (Mc15,15-16; Mt27,26-27; Lc23,16-26; Gv19,1-17) riportano ancora differenti resoconti: Luca parla di una fustigazione (pena meno grave in cui si percuoteva il condannato senza frustarlo) e la pone a metà processo, senza evidenziare che tale pena sia poi stata applicata; Giovanni pone la flagellazione (pena più severa, in cui si colpiva il condannato con un flagello, cioè una frusta, fatto di lacci di cuoio aventi in punta schegge d'ossa, piombi e pungiglioni) a metà processo, stessa scelta temporale di Luca; Marco/Matteo fanno invece riferimento ad una flagellazione a processo terminato; come nota Raymond Brown, "ogni evangelista sta lottando con la consapevolezza che la flagellazione era parte della sentenza di crocifissione". Secondo, infatti, alcuni studiosi - come Raymond Brown, Bibbia TOB, "Nuovo Grande Commentario Biblico" - le versioni degli evangelisti furono: [in Luca] "anche se Pilato menziona la fustigatio, un castigo non troppo grave, Luca non dice mai che Gesù venne percosso o flagellato. Egli va verso la croce in pieno dominio della situazione" e "nonostante l'omissione di Luca del castigo inferto a Gesù, forse per sua preferenza di non far sottostare Gesù a una tale violenza fisica, la tradizione conteneva riferimento a una flagellazione di Gesù che Marco/Matteo e Giovanni usarono in modi differenti", inoltre in Luca "questa pena non è legata alla sentenza capitale, a differenza di Mt27,26 e Mc15,15 (che impiegano il termine tecnico flagellare)"; [in Giovanni]: "nell'arrangiamento altamente teologico del processo Romano in 7 episodi di Giovanni la flagellazione è parte di un episodio in metà [e] la sequenza in Giovanni19,1-5 implica che la flagellazione fu fatta dentro il pretorio, la sequenza in Marco15,15-16; Matteo27,26-27 implica che la flagellazione fu fatta fuori dal pretorio" e teologicamente Giovanni "considera senza dubbio gli eventi in un altro modo e suggerisce che si veda in Gesù l'uomo vero che, con questa stessa umiliazione, inaugura la regalità messianica"; infine, "solo Marco/Matteo menzionano che Gesù fu flagellato alla fine del suo processo. Piuttosto maldestramente Marco15,15 piazza la flagellazione di Gesù da parte di Pilato tra le parole «gli consegnarono Gesù» e le parole «perché fosse crocifisso». Matteo rende più scorrevole la situazione inserendo le parole «essendo stato Gesù flagellato» prima delle parole «lo consegnò loro perché fosse crocifisso»". Osserva ancora Raymond Brown che la versione storicamente più verosimile appare essere quella di Marco/Matteo: "Marco/Matteo hanno il più plausibile momento per la flagellazione, ovvero alla fine del processo Romano e dopo che Gesù è stato sentenziato, così che la flagellazione è parte della pena per la crocifissione".
Analogamente all'episodio della flagellazione di Gesù, anche lo scherno di cui sarebbe stato vittima da parte dei soldati secondo alcuni esegeti non risulterebbe storicamente coerente tra i vari resoconti evangelici, ma viene riarrangiato dagli evangelisti in base alle proprie necessità redazionali e teologiche. Secondo, infatti, Raymond Brown "c'è un forte disaccordo tra Marco/Matteo e Giovanni su quando durante il processo Romano lo scherno di Gesù ebbe luogo. Luca, per di più, va per proprio conto sostituendo ad esso uno scherno di Erode prima e uno mentre Gesù è sulla croce"; infatti "questa scena, narrata da Giovanni prima della spedizione di Gesù a Caifa e da Luca prima della investigazione del Sinedrio, segue in Marco Matteo immediatamente il giudizio del Sinedrio in cui Gesù è colpevole, punibile con la morte" e inoltre "in Marco/Matteo e Giovanni lo scherno segue la flagellazione, mentre in Luca lo scherno (sia da Erode con le sue truppe sia dai soldati Romani mentre Gesù è in croce) è posto senza alcuna flagellazione". Precisa Raymond Brown che alcuni tentativi di "armonizzazione tra i vangeli sono stati tentati, come ritenere che Erode rimandò Gesù [da Pilato] vestito con abiti regali, e questo diede ai soldati romani l'idea di schernirlo. Ma gli Evangelisti che descrivono questo scherno Romano (Marco/Matteo, Giovanni) non mostrano alcuna consapevolezza della storia Lucana su Erode". Tale teologo osserva inoltre che "Luca e Giovanni hanno la sistemazione più plausibile per lo scherno, ovvero nel mezzo del processo", anche perché vi è "una forte obiezione contro la storicità della scena dello scherno romano [dopo la condanna]: con l'ordine di crocifiggere Gesù e con una certa fretta di effettuare l'esecuzione prima della sera (per non irritare la popolazione ebraica, così sensibile riguardo al sabato che stava arrivando), i Romani avrebbero procrastinato l'esecuzione per divertirsi vittimizzando Gesù?". Altri ritengono invece che la questione tempo non sarebbe un problema, perché lo scherno di Gesù dopo la condanna sarebbe avvenuto nell'intervallo di tempo necessario per preparare l'occorrente per la crocifissione. La derisione di Gesù diventa inoltre più plausibile se si considera la possibilità che potrebbe essere stata compiuta non dalle legioni romane regolari, ma da truppe ausiliarie reclutate tra gli abitanti della Palestina e di regioni limitrofe, che potevano avere un gusto particolare per farsi beffe delle pretese regali di Gesù.

### Il lavarsi le mani di Pilato
L'uso dell'abluzione per rimuovere la colpa grave di un omicidio, per quanto sia attestato nella letteratura classica greca - e si può, quindi, osservare come "Matteo si esprime con un linguaggio comprensibile per i lettori «giudeo-cristiani» che sapevano del rituale" - secondo alcun esegeti non apparirebbe storicamente plausibile in riferimento a Pilato. Gli esegeti del "Nuovo Grande Commentario Biblico" - nell'evidenziare che tale azione è contenuta solo nel Vangelo secondo Matteo - ritengono che "questo gesto durante un processo non è romano, è bensì una prassi dell'AT: Dt21,6-9; Sal26,6;73,13" e anche il teologo Rudolf Bultmann - così come Raymond Brown e lo storico Aldo Schiavone - la considera una delle caratteristiche leggendarie che Matteo introdusse nella sua narrazione, così come i 30 pezzi di argento per Giuda, il Campo di sangue, il sogno di una donna pagana (moglie di Pilato). Raymond Brown sottolinea, inoltre, che in merito al "tentativo di Pilato di evitare la responsabilità di emettere una sentenza su un uomo innocente, il rituale di lavarsi le mani di Deuteronomio 21 era efficace solo se gli anziani che lo facevano non avevano parte nell'omicidio, sia commettendolo, sia conoscendo chi l'aveva commesso. La responsabilità di Pilato può non essere la principale responsabilità, ma egli non poté lavarla via più di quanto Lady Macbeth poté lavare via la «macchia maledetta»".
Secondo Eli Lizorkin-Eyzenber, invece, il gesto di Pilato deve essere interpretato come una reazione al comportamento dei capi dei sacerdoti che utilizzarono la legge dei Romani per costringerlo a condannare Gesù (Lc 23,2; Gv 19,12). Egli cioè avrebbe provocatoriamente utilizzato un gesto rituale caratteristico dei farisei (Mt 15,2) e nel testo ebraico del Titulus crucis oltre a qualificare Gesù come "re dei giudei" avrebbe deliberatamente creato l'acrostico YHWH, caricando così i suoi interlocutori del delitto di deicidio.

### Riferimenti
1. ↑  Matteo  Mt 26,57-27,26, su laparola.net..
2. ↑  Marco  Mc 14,53-15,15, su laparola.net..
3. ↑  Luca  Lc 22,54-23,25, su laparola.net..
4. ↑  Giovanni  Gv 18,12-19,16, su laparola.net..
5. ↑  Bart Ehrman, Il Nuovo Testamento, Carocci Editore, 2015, p. 111,119,145,170,195, ISBN 978-88-430-7821-9.
6. ↑  Adriana Destro e Mauro Pesce, La morte di Gesù, Rizzoli, 2014, pp. 108-109,121-128, ISBN 978-88-17-07429-2.
7. ↑  Stott, p. 60.
8. ↑  Stott, p. 61.
9. ↑  Imbert, pp. 7-9.
10. ↑  Rinaldi, pp. 218-219.
11. ↑  Cfr, ad esempio: Raymond Brown, École biblique et archéologique française (curatori della Bibbia di Gerusalemme), del "Nuovo Grande Commentario Biblico", John Dominic Crossan, l'interconfessionale Bibbia TOB, Rudolf Bultmann.
12. ↑  Angelico Poppi, pp. 245-252.
13. ↑  Adriana Destro e Mauro Pesce, La morte di Gesù, Rizzoli, 2014, pp. 121-128, ISBN 978-88-17-07429-2.
14. ↑  Bart Ehrman, Il Nuovo Testamento, Carocci Editore, 2015, p. 111, ISBN 978-88-430-7821-9.
15. ↑   Gv 18,12-13, su La Parola - La Sacra Bibbia in italiano in Internet.
16. ↑   Gv 18,19-23, su La Parola - La Sacra Bibbia in italiano in Internet.
17. ↑   Mt 26,57-68, su La Parola - La Sacra Bibbia in italiano in Internet.
18. ↑   Mc 14,53-65, su La Parola - La Sacra Bibbia in italiano in Internet.
19. ↑   Lc 22,54-55, su La Parola - La Sacra Bibbia in italiano in Internet.
20. ↑   Lc 22,63-65, su La Parola - La Sacra Bibbia in italiano in Internet.
21. ↑   Gv 18,24, su La Parola - La Sacra Bibbia in italiano in Internet.
22. ↑   Mt 27,1-2, su La Parola - La Sacra Bibbia in italiano in Internet.
23. ↑   Mc 15,1, su La Parola - La Sacra Bibbia in italiano in Internet.
24. ↑   Lc 22,54-71; 23,1, su La Parola - La Sacra Bibbia in italiano in Internet.
25. ↑   Mt 27,1-2, su La Parola - La Sacra Bibbia in italiano in Internet.
26. ↑   Mc 15,1, su La Parola - La Sacra Bibbia in italiano in Internet.
27. ↑   Lc 23,1, su La Parola - La Sacra Bibbia in italiano in Internet.
28. ↑   Gv 18,28, su La Parola - La Sacra Bibbia in italiano in Internet.
29. ↑   Mt 27,11-14, su La Parola - La Sacra Bibbia in italiano in Internet.
30. ↑   Mc 15,2-5, su La Parola - La Sacra Bibbia in italiano in Internet.
31. ↑   Lc 23,2-5, su La Parola - La Sacra Bibbia in italiano in Internet.
32. ↑   Gv 18,28-38, su La Parola - La Sacra Bibbia in italiano in Internet.
33. ↑   Lc 23,6-12, su La Parola - La Sacra Bibbia in italiano in Internet.
34. ↑   Mt 27,15-26, su La Parola - La Sacra Bibbia in italiano in Internet.
35. ↑   Mc 15,6-15, su La Parola - La Sacra Bibbia in italiano in Internet.
36. ↑   Lc 23,13-25, su La Parola - La Sacra Bibbia in italiano in Internet.
37. ↑   Gv 18,39-19,1, su La Parola - La Sacra Bibbia in italiano in Internet.
38. ↑   Mt 27,27-31, su La Parola - La Sacra Bibbia in italiano in Internet.
39. ↑   Mc 15,16-20, su La Parola - La Sacra Bibbia in italiano in Internet.
40. ↑   Gv 19,2-3, su La Parola - La Sacra Bibbia in italiano in Internet.
41. ↑   Gv 19,4-15, su La Parola - La Sacra Bibbia in italiano in Internet.
42. ↑  Bart D. Ehrman, Gesù è davvero esistito? Un'inchiesta storica, Mondadori, 2013, pp. 55-58, ISBN 978-88-04-63232-0.
43. ↑  Rinaldi, pp. 216-217.
44. ↑  Fischer, pp. 8-9.
45. ↑  Bart D. Ehrman, Gesù è davvero esistito? Un'inchiesta storica, Mondadori, 2013, pp. 52-68, ISBN 978-88-04-63232-0.
46. ↑  (EN) Babylonian Talmud: Tractate Sanhedrin. Folio 43a, su halakhah.com. URL consultato il 24 luglio 2017.
47. ↑   Riferimento a Gesù in Sanhedrin, 43a, su digilander.libero.it. URL consultato il 24 luglio 2017.
48. ↑  Soncino Babylonian Talmud, editor I. Epstein, Tractate Sanhedrin, folio 43a, London, Soncino Press, 1935-1948.
49. ↑  John P. Meier, A Marginal Jew. Rethinking the Historical Jesus, Vol.I, Doubleay, New York, 1991.
50. ↑  Miglietta, p. 5.
51. ↑  Miglietta, p. 6.
52. ↑  Miglietta, p. 7, nota 29.
53. 1 2 3  France, p. 537.
54. ↑  Fischer, pp. 9-10.
55. ↑  Mattei, nota 42 a p. 92.
56. ↑   Gv 18,31, su laparola.net.
57. 1 2   Bernardo Santalucia, «Accusatio» e «inquisitio» nel processo penale romano di età imperiale (PDF), in Rivista di diritto romano. URL consultato il 30 luglio 2017.
58. 1 2  Ratzinger, p. 198.
59. ↑   Lv 24,16, su La Parola - La Sacra Bibbia in italiano in Internet.
60. ↑   Chi fu responsabile della morte di Gesù? Ebrei o romani?, su Famiglia Cristiana. URL consultato il 21 giugno 2024.
61. ↑   Dt 13,6, su La Parola - La Sacra Bibbia in italiano in Internet.
62. ↑  Giovanni  Gv 11,47-57, su laparola.net.
63. ↑  Ratzinger, pp. 190-196.
64. ↑  Flusser, pp. 37-38.
65. ↑  Robinson, p. 85.
66. ↑  Mattei, p. 82.
67. ↑  France, p. 519.
68. ↑   Hans Conzelmann, Le origini del cristianesimo, Torino, Claudiana, 1976,  p. 42.
69. ↑  Cfr, ad esempio: Raymond E. Brown, Joseph A. Fitzmyer, Roland E. Murphy, Nuovo Grande Commentario Biblico, Queriniana, 2002, pp. 815, 1274, ISBN 88-399-0054-3; John Dominic Crossan, Who killed Jesus?, HarperOne, 1995, p. 100, ISBN 978-0-06-061480-5; Rudolf Bultmann, History of the Synoptic Tradition, Hendrickson Publisher, 1963, pp. 263-266, ISBN 1-56563-041-6; Bart D. Ehrman, Jesus, Interrupted - Revealing the Hidden Contradictions in the Bible, HarperCollins Publishers, 2009, p. 27, ISBN 978-0-06-186327-1.
70. ↑  F.F. Bruce, p. 40.
71. ↑  Raymond E. Brown, Joseph A. Fitzmyer, Roland E. Murphy, Nuovo Grande Commentario Biblico, Queriniana, 2002, p. 815, ISBN 88-399-0054-3.
72. ↑  John Dominic Crossan, Who killed Jesus?, HarperOne, 1995, p. 100, ISBN 978-0-06-061480-5.
73. ↑  Poi lo crocifissero e si divisero le sue vesti, tirando a sorte su di esse quello che ciascuno dovesse prendere. Erano le nove del mattino quando lo crocifissero ( Mc15,24-25, su laparola.net.).
74. ↑  Era la Preparazione della Pasqua, verso mezzogiorno. Pilato disse ai Giudei: «Ecco il vostro re!». Ma quelli gridarono: «Via, via, crocifiggilo!». [...] Allora lo consegnò loro perché fosse crocifisso. Essi allora presero Gesù ed egli, portando la croce, si avviò verso il luogo del Cranio, detto in ebraico Gòlgota, dove lo crocifissero e con lui altri due, uno da una parte e uno dall'altra, e Gesù nel mezzo ( Gv19,14-18, su laparola.net.).
75. ↑  Raymond E. Brown, Joseph A. Fitzmyer, Roland E. Murphy, Nuovo Grande Commentario Biblico, Queriniana, 2002, p. 819, ISBN 88-399-0054-3.
76. ↑  Bart D. Ehrman, Jesus, Interrupted - Revealing the Hidden Contradictions in the Bible, HarperCollins Publishers, 2009, p. 27, ISBN 978-0-06-186327-1.
77. ↑  Bruce Metzger e Bart Ehrman, Il testo del Nuovo Testamento, Paideia Editrice, 2013, p. 231, ISBN 978-88-394-0853-2.
78. ↑  Così Raymond E. Brown, The Death of the Messiah Vol. 1, Anchor Yale Bible, 2010, pp. 424-426, 434, ISBN 978-0-300-14009-5. Cfr anche: Bibbia di Gerusalemme, EDB, 2011, pp. 2513, 2546, ISBN 978-88-10-82031-5; Adriana Destro e Mauro Pesce, La morte di Gesù, Rizzoli, 2014, pp. 121-125, ISBN 978-88-17-07429-2.).
79. ↑  Marucci, pp. 1-2.
80. ↑  Flusser, pp. 67-72.
81. ↑  Vedi ad es.  Mt5,20;9,13;12,7;12,39;15,3;15,14;23,13-35, su laparola.net.
82. ↑   Mt15,14, su La Parola - La Sacra Bibbia in italiano in Internet.
83. ↑   Mt23,33, su La Parola - La Sacra Bibbia in italiano in Internet.
84. ↑   Mt23,27, su La Parola - La Sacra Bibbia in italiano in Internet.
85. 1 2 3 4  France, p. 429.
86. ↑   Mt16,6;22,29, su La Parola - La Sacra Bibbia in italiano in Internet.
87. ↑   Mt12,11-12,13 Mt12,11-13pp., su La Parola - La Sacra Bibbia in italiano in Internet.
88. ↑   Gv5,9;9,14-16, su La Parola - La Sacra Bibbia in italiano in Internet.
89. ↑   Gv5,16, su La Parola - La Sacra Bibbia in italiano in Internet.
90. ↑   Mt27,18; Mc15,10, su La Parola - La Sacra Bibbia in italiano in Internet.
91. ↑   Gv11,47-48, su La Parola - La Sacra Bibbia in italiano in Internet.
92. ↑   Mt11,27; Gv5,17; 8,19; 10,30; 15,23, su La Parola - La Sacra Bibbia in italiano in Internet.
93. ↑   Mt26,64; Mc14,62; Lc22,69, su La Parola - La Sacra Bibbia in italiano in Internet.
94. ↑   Mt21,23-27; 21,45-46; 22,15-22; 23,1-39, su laparola.net.)
95. ↑   Mt22,33, su laparola.net.
96. ↑   Mt26,1-5; Mc14,1-2; Lc22,1-2; Gv11,45-53, su La Parola - La Sacra Bibbia in italiano in Internet.
97. ↑   Mc3,6; Mt12,14; Gv7,30;7,44; 10,39, su La Parola - La Sacra Bibbia in italiano in Internet.
98. ↑  Ratzinger, pp. 190-197.
99. ↑  Vedi Nuovo Dizionario enciclopedico illustrato della Bibbia, 1997, s.v. "Sinedrio".
100. ↑  Mishnah, trattato Middot 5,4.
101. ↑  Giuseppe Flavio, Guerra Giudaica, 5,4,2.
102. ↑  Stott, pp. 63-64.
103. ↑  Filone, Legatio ad Gaium, par. 301-302, trad. inglese.
104. ↑  Cfr, tra gli altri: Raymond E. Brown, The Death of the Messiah Vol. 1, Anchor Yale Bible, 2010, p. 556, ISBN 978-0-300-14009-5; John Dominic Crossan, Who killed Jesus?, HarperOne, 1995, pp. 116-117, ISBN 978-0-06-061480-5; Rudolf Bultmann, History of the Synoptic Tradition, Hendrickson Publisher, 1963, p. 272, ISBN 1-56563-041-6; Bart Ehrman, Prima dei vangeli, Carocci Editore, 2017, pp. 131-135, ISBN 978-88-430-8869-0.
105. ↑   Gv18,12-13;18,19-23, su La Parola - La Sacra Bibbia in italiano in Internet.
106. ↑   Gv18,15, su laparola.net.
107. ↑  Hegel, pp. 83-84.
108. ↑  Renan, p. 165.
109. 1 2 3  Ricciotti, par. 562.
110. ↑   Yohanan Aharoni, Michael Avi-Yonah, Atlante della Bibbia, mappa 236, 1987.
111. ↑  Rinaldi, p. 124.
112. ↑  Rinaldi, p. 182.
113. ↑   Mt27,1; Mc15,1, su La Parola - La Sacra Bibbia in italiano in Internet.
114. ↑   Lc22,66-71, su La Parola - La Sacra Bibbia in italiano in Internet.
115. ↑   Mt26,57-68;Mc14,53-65, su La Parola - La Sacra Bibbia in italiano in Internet.
116. 1 2   Mc14-15; Mt26-27, su laparola.net..
117. 1 2   Lc22-23, su laparola.net..
118. 1 2   Gv11,46-54, su laparola.net..
119. ↑  Adriana Destro e Mauro Pesce, La morte di Gesù, Rizzoli, 2014, pp. 121-125, ISBN 978-88-17-07429-2.
120. ↑   Es20,16, su La Parola - La Sacra Bibbia in italiano in Internet.
121. ↑   Es23,1-2;23,6-7;Lv19,15;19,35, su La Parola - La Sacra Bibbia in italiano in Internet.
122. ↑   Nm35,31-34;Dt19,11-13, su La Parola - La Sacra Bibbia in italiano in Internet.
123. ↑   Dt21,22, su La Parola - La Sacra Bibbia in italiano in Internet.
124. ↑   Dt17,14-15, su La Parola - La Sacra Bibbia in italiano in Internet.
125. ↑   Lv24,15-16, su La Parola - La Sacra Bibbia in italiano in Internet.
126. ↑   Gv2,19-22, su La Parola - La Sacra Bibbia in italiano in Internet.
127. ↑  France, pp. 541-548.
128. ↑   Mt 26,63-66, su La Parola - La Sacra Bibbia in italiano in Internet.
129. ↑   Mc 14,60-64, su La Parola - La Sacra Bibbia in italiano in Internet.
130. ↑   Lc 22,66-71, su La Parola - La Sacra Bibbia in italiano in Internet.
131. ↑  Vedi Bibbia TOB, nota a Mc14,64
132. ↑  Ratzinger, pp. 201-205.
133. ↑   Gv19,7, su laparola.net.
134. ↑   Gv10,36, su laparola.net.
135. ↑  Miglietta, p. 8.
136. ↑   Gv18,31, su La Parola - La Sacra Bibbia in italiano in Internet.
137. ↑   Gv8,1-11, su La Parola - La Sacra Bibbia in italiano in Internet.
138. ↑   At7,57-60, su La Parola - La Sacra Bibbia in italiano in Internet.
139. ↑   At12,2, su La Parola - La Sacra Bibbia in italiano in Internet.
140. ↑  Giuseppe Flavio, Antichità Giudaiche, 20, 200-203
141. ↑  Marucci, p. 9.
142. ↑   Gv 18,28, su La Parola - La Sacra Bibbia in italiano in Internet.
143. ↑   Mt27,27, su La Parola - La Sacra Bibbia in italiano in Internet.
144. ↑   Mc15,16, su La Parola - La Sacra Bibbia in italiano in Internet.
145. ↑  Nuovo Dizionario Enciclopedico illustrato della Bibbia, 1997, s.v. "Pretorio".
146. ↑  Così Yohanan Aharoni, Michael Avi-Yonah, Atlante della Bibbia, 1987, mappa 236; Guida di Terra Santa, 1992, pp. 70-76.
147. ↑   Gv19,13, su La Parola - La Sacra Bibbia in italiano in Internet.
148. ↑  Così il Nuovo Dizionario Enciclopedico illustrato della Bibbia, 1997, s.v. "Pretorio".
149. ↑   Lc23,13, su La Parola - La Sacra Bibbia in italiano in Internet.
150. ↑   Lc22,66-71, su La Parola - La Sacra Bibbia in italiano in Internet.
151. ↑   Lc 23,2-5, su La Parola - La Sacra Bibbia in italiano in Internet.
152. ↑   Mt22,21;Mc12,17;Lc20,25, su La Parola - La Sacra Bibbia in italiano in Internet.
153. ↑   Gv6,15, su La Parola - La Sacra Bibbia in italiano in Internet.
154. ↑   Gv19,7, su La Parola - La Sacra Bibbia in italiano in Internet.
155. ↑   Mt27,11-14;Mc15,2-5;Lc23,2-5;Gv18,28-38, su La Parola - La Sacra Bibbia in italiano in Internet.
156. ↑   Mt27,19, su La Parola - La Sacra Bibbia in italiano in Internet.
157. ↑   Gv18,28-40; Gv19,1-16, su laparola.net..
158. ↑  Bart Ehrman, Prima dei vangeli, Carocci Editore, 2017, pp. 130-136, ISBN 978-88-430-8869-0.
159. ↑   Lc23,6-12, su La Parola - La Sacra Bibbia in italiano in Internet.
160. ↑  Ricciotti, Vita di Gesù Cristo,  p. 664 (par. 583).
161. ↑  Marucci, pp. 6-7.
162. ↑  Flusser, pp. 166-167.
163. ↑  Miglietta, pp. 124, 1444-145.
164. ↑   Mt14,6-11, su La Parola - La Sacra Bibbia in italiano in Internet.
165. ↑   Mc15,7; Lc23,19, su laparola.net..
166. ↑  Bart D. Ehrman, Gesù è davvero esistito? Un'inchiesta storica, Mondadori, 2013, pag. 186, ISBN 978-88-04-63232-0.
167. ↑  Bart Ehrman, Prima dei vangeli, Carocci Editore, 2017, pp. 146-147, ISBN 978-88-430-8869-0.
168. ↑   Lc23,22, su La Parola - La Sacra Bibbia in italiano in Internet.
169. ↑   Gv19,1-16, su laparola.net..
170. ↑   Matteo 27,26; Mc15,15, su laparola.net..
171. ↑   Mt27,24, su La Parola - La Sacra Bibbia in italiano in Internet.
172. ↑  Adriana Destro e Mauro Pesce, La morte di Gesù, Rizzoli, 2014, pp. 125-126, ISBN 978-88-17-07429-2.
173. ↑  France, pp. 559-560.
174. ↑   Mt27,25, su La Parola - La Sacra Bibbia in italiano in Internet.
175. 1 2  Raymond E. Brown, Joseph A. Fitzmyer, Roland E. Murphy, Nuovo Grande Commentario Biblico, Queriniana, 2002, p. 876, ISBN 88-399-0054-3.
176. ↑  Ratzinger, pp. 560-561.
177. ↑  John Dominic Crossan, Who killed Jesus?, HarperOne, 1995, pp. 152, 157-159, 218-219, ISBN 978-0-06-061480-5.
178. ↑  Josef Blinzler, The trial of Jesus, Newman Press, 1959, p. 8. (cfr anche: Raymond E. Brown, The Death of the Messiah Vol. 1, Anchor Yale Bible, 2010, p. 385, ISBN 978-0-300-14009-5.).
179. ↑  Raymond E. Brown, The Death of the Messiah, Vol. 1, Anchor Yale Bible, 2010, pp. 7, 383-397, 831-832, ISBN 978-0-300-14009-5. (Cfr anche: John Dominic Crossan, Who killed Jesus?, HarperOne, 1995, pp. 157-159, 218-219, IX-XII, ISBN 978-0-06-061480-5.).
180. ↑  Vito Mancuso, Io e Dio, Garzanti, 2011
181. ↑  Raymond E. Brown, Joseph A. Fitzmyer, Roland E. Murphy, Nuovo Grande Commentario Biblico, Queriniana, 2002, p. 817, ISBN 88-399-0054-3.
182. ↑   Mc14,55, su La Parola - La Sacra Bibbia in italiano in Internet.
183. ↑   Lc23,25, su La Parola - La Sacra Bibbia in italiano in Internet.
184. ↑  Parola del Signore Commentata, traduzione interconfessionale, Nuovo Testamento, LDC/ABU, 1981, p. 267.
185. ↑   1Tess2,13-16, su La Parola - La Sacra Bibbia in italiano in Internet.
186. ↑  Raymond E. Brown, The Death of the Messiah Vol. 1, Anchor Yale Bible, 2010, p. 417, ISBN 978-0-300-14009-5.
187. ↑  Raymond E. Brown, The Death of the Messiah Vol. 1, Anchor Yale Bible, 2010, p. 556, ISBN 978-0-300-14009-5. (Cfr anche: John Dominic Crossan, Who killed Jesus?, HarperOne, 1995, pp. 116-117, ISBN 978-0-06-061480-5; Rudolf Bultmann, History of the Synoptic Tradition, Hendrickson Publisher, 1963, p. 272, ISBN 1-56563-041-6; Bart Ehrman, Prima dei vangeli, Carocci Editore, 2017, pp. 131-135, ISBN 978-88-430-8869-0.).
188. ↑  Raymond E. Brown, The Death of the Messiah Vol. 1, Anchor Yale Bible, 2010, pp. 585-586, ISBN 978-0-300-14009-5.
189. ↑  Come evidenziano gli esegeti del "Nuovo Grande Commentario Biblico" (Raymond E. Brown, Joseph A. Fitzmyer, Roland E. Murphy, Nuovo Grande Commentario Biblico, Queriniana, 2002, p. 936, ISBN 88-399-0054-3. Cfr anche: Bibbia TOB, Nuovo Testamento Vol.3, Elle Di Ci Leumann, 1976, p. 279.).
190. ↑  Vedi sottostante sezione "Il processo davanti al Sinedrio" (Cfr: Raymond E. Brown, The Death of the Messiah Vol. 1, Anchor Yale Bible, 2010, pp. 359, 568, 585, 586, ISBN 978-0-300-14009-5; Bibbia di Gerusalemme, EDB, 2011, pp. 2496, 2513, ISBN 978-88-10-82031-5; Raymond E. Brown, Joseph A. Fitzmyer, Roland E. Murphy, Nuovo Grande Commentario Biblico, Queriniana, 2002, p. 936, ISBN 88-399-0054-3; Bibbia TOB, Nuovo Testamento Vol.3, Elle Di Ci Leumann, 1976, pp. 118-119, 278-279; Bart Ehrman, Prima dei vangeli, Carocci Editore, 2017, pp. 131-135, ISBN 978-88-430-8869-0; Adriana Destro e Mauro Pesce, La morte di Gesù, Rizzoli, 2014, pp. 121-126, ISBN 978-88-17-07429-2.).
191. ↑  Vedi sottostante sezione "Il processo davanti al Sinedrio" (Cfr: Bibbia di Gerusalemme, EDB, 2011, p. 2546, ISBN 978-88-10-82031-5; Raymond E. Brown, The Death of the Messiah Vol. 1, Anchor Yale Bible, 2010, pp. 424-426, 557, 586, ISBN 978-0-300-14009-5; Adriana Destro e Mauro Pesce, La morte di Gesù, Rizzoli, 2014, pp. 122-123, 125, ISBN 978-88-17-07429-2; Bart Ehrman, Il Nuovo Testamento, Carocci Editore, 2015, pp. 88-90, ISBN 978-88-430-7821-9. ).
192. ↑  Come precisa Raymond E. Brown, The Death of the Messiah Vol. 1, Anchor Yale Bible, 2010, pp. 424-426, ISBN 978-0-300-14009-5.).
193. ↑  Vedi sottostante sezione "Il processo davanti a Pilato" (Cfr: Raymond E. Brown, The Death of the Messiah Vol. 1, Anchor Yale Bible, 2010, pp. 725, 753-755, 758-759, 778, 783-785, 854, 860-861, 830-833, 836-837, ISBN 978-0-300-14009-5; John Dominic Crossan, Who killed Jesus?, HarperOne, 1995, pp. 99, 116-117, 148, ISBN 978-0-06-061480-5; Raymond E. Brown, Joseph A. Fitzmyer, Roland E. Murphy, Nuovo Grande Commentario Biblico, Queriniana, 2002, pp. 818, 876, ISBN 88-399-0054-3; Bibbia di Gerusalemme, EDB, 2011, p. 2386, ISBN 978-88-10-82031-5; Rudolf Bultmann, History of the Synoptic Tradition, Hendrickson Publisher, 1963, p. 272, ISBN 1-56563-041-6; Bart Ehrman, Prima dei vangeli, Carocci Editore, 2017, pp. 135-136, ISBN 978-88-430-8869-0.).
194. ↑  Precisa ancora Raymond E. Brown, The Death of the Messiah Vol. 1, Anchor Yale Bible, 2010, pp. 753, 854, ISBN 978-0-300-14009-5.).
195. ↑  Vedi sottostante sezione "L'amnistia pasquale e la liberazione di Barabba" (Cfr: Raymond E. Brown, The Death of the Messiah Vol. 1, Anchor Yale Bible, 2010, pp. 815-820, ISBN 978-0-300-14009-5; John Dominic Crossan, Gesù una biografia rivoluzionaria, Ponte alle Grazie, 1994, pp. 174-178, ISBN 88-7928-270-0; Raymond E. Brown, Joseph A. Fitzmyer, Roland E. Murphy, Nuovo Grande Commentario Biblico, Queriniana, 2002, pp. 818, 876, 937, ISBN 88-399-0054-3; John Dominic Crossan, Who killed Jesus?, HarperOne, 1995, pp. 111-112, ISBN 978-0-06-061480-5; Rudolf Bultmann, History of the Synoptic Tradition, Hendrickson Publisher, 1963, p. 272, ISBN 1-56563-041-6; Bibbia TOB, Nuovo Testamento Vol.3, Elle Di Ci Leumann, 1976, pp. 120-121, 179; La Sacra Bibbia illustrata Vol. 4. Nuovo Testamento, Versione ufficiale CEI, Mondadori, p. 170, 2010; Bart Ehrman, Jesus apocalyptic prophet of the new millennium, Oxford University Press, 1999, pp. 222-223, ISBN 978-0-19-512474-3.).
196. ↑  Vedi sottostante sezione "L'accusa di blasfemia" (Cfr: Raymond E. Brown, The Death of the Messiah Vol. 1, Anchor Yale Bible, 2010, pp. 475-476, 480-482, 506-515, 531-535, 538, 541, 544-547, ISBN 978-0-300-14009-5; Bibbia di Gerusalemme, EDB, 2011, p. 2546, ISBN 978-88-10-82031-5; Raymond E. Brown, Joseph A. Fitzmyer, Roland E. Murphy, Nuovo Grande Commentario Biblico, Queriniana, 2002, p. 817, ISBN 88-399-0054-3; Rudolf Bultmann, History of the Synoptic Tradition, Hendrickson Publisher, 1963, p. 270, ISBN 1-56563-041-6; John Dominic Crossan, Who killed Jesus?, HarperOne, 1995, pp. 110-111, ISBN 978-0-06-061480-5; Bart Ehrman, Jesus apocalyptic prophet of the new millennium, Oxford University Press, 1999, pp. 145-148, 216-221, 234-237, ISBN 978-0-19-512474-3; Adriana Destro e Mauro Pesce, La morte di Gesù, Rizzoli, 2014, p. 290, ISBN 978-88-17-07429-2.).
197. ↑  Vedi sottostante sezione "La flagellazione e lo scherno nei confronti di Gesù" (Cfr: Raymond E. Brown, The Death of the Messiah Vol. 1, Anchor Yale Bible, 2010, pp. 8, 851-853, 871, ISBN 978-0-300-14009-5; Bibbia TOB, Nuovo Testamento Vol.3, Elle Di Ci Leumann, 1976, pp. 280, 351; Raymond E. Brown, Joseph A. Fitzmyer, Roland E. Murphy, Nuovo Grande Commentario Biblico, Queriniana, 2002, p. 937, ISBN 88-399-0054-3.).
198. ↑  Vedi sottostante sezione "La flagellazione e lo scherno nei confronti di Gesù" (Cfr: Raymond E. Brown, The Death of the Messiah Vol. 1, Anchor Yale Bible, 2010, pp. 430, 568, 586, 871-874, ISBN 978-0-300-14009-5.).
199. ↑  John Dominic Crossan, Who killed Jesus?, HarperOne, 1995, pp. 116-117, ISBN 978-0-06-061480-5.
200. ↑  Rudolf Bultmann, History of the Synoptic Tradition, Hendrickson Publisher, 1963, pp. 270-272, ISBN 1-56563-041-6.
201. ↑  Raymond E. Brown, Joseph A. Fitzmyer, Roland E. Murphy, Nuovo Grande Commentario Biblico, Queriniana, 2002, p. 936, ISBN 88-399-0054-3.
202. ↑  Bibbia TOB, Nuovo Testamento Vol.3, Elle Di Ci Leumann, 1976, p. 279.
203. ↑  Raymond E. Brown, The Death of the Messiah Vol. 1, Anchor Yale Bible, 2010, pp. 421, 585-586, ISBN 978-0-300-14009-5.
204. ↑  Raymond E. Brown, The Death of the Messiah Vol. 1, Anchor Yale Bible, 2010, p. 421, ISBN 978-0-300-14009-5.
205. ↑  Raymond E. Brown, The Death of the Messiah Vol. 1, Anchor Yale Bible, 2010, pp. 424-426, 434, ISBN 978-0-300-14009-5.
206. ↑  Bibbia di Gerusalemme, EDB, 2011, pp. 2513, 2546, ISBN 978-88-10-82031-5.
207. ↑  Adriana Destro e Mauro Pesce, La morte di Gesù, Rizzoli, 2014, pp. 121-125, ISBN 978-88-17-07429-2.
208. ↑  Raymond E. Brown, The Death of the Messiah Vol. 1, Anchor Yale Bible, 2010, p. 557, ISBN 978-0-300-14009-5.
209. ↑  Raymond E. Brown, The Death of the Messiah Vol. 1, Anchor Yale Bible, 2010, pp. 424-426, 558-560, ISBN 978-0-300-14009-5.
210. ↑   Mc14,55-59; Mt26,59-61, su laparola.net..
211. ↑  Raymond E. Brown, The Death of the Messiah Vol. 1, Anchor Yale Bible, 2010, p. 549, ISBN 978-0-300-14009-5.
212. ↑   Mc14,58; Gv2,19, su laparola.net..
213. ↑  Raymond E. Brown, The Death of the Messiah Vol. 1, Anchor Yale Bible, 2010, p. 459, ISBN 978-0-300-14009-5.
214. ↑  Bibbia di Gerusalemme, EDB, 2011, p. 2546, ISBN 978-88-10-82031-5.
215. ↑  Raymond E. Brown, The Death of the Messiah Vol. 1, Anchor Yale Bible, 2010, pp. 534-535, ISBN 978-0-300-14009-5.
216. ↑  Raymond E. Brown, Joseph A. Fitzmyer, Roland E. Murphy, Nuovo Grande Commentario Biblico, Queriniana, 2002, p. 817, ISBN 88-399-0054-3.
217. ↑  Raymond E. Brown, The Death of the Messiah Vol. 1, Anchor Yale Bible, 2010, pp. 509-515, ISBN 978-0-300-14009-5. (Cfr anche: Bart Ehrman, Il Nuovo Testamento, Carocci Editore, 2015, pp. 111,119,145,170,195, ISBN 978-88-430-7821-9; Adriana Destro e Mauro Pesce, La morte di Gesù, Rizzoli, 2014, p. 290, ISBN 978-88-17-07429-2.).
218. ↑  Rudolf Bultmann, History of the Synoptic Tradition, Hendrickson Publisher, 1963, p. 270, ISBN 1-56563-041-6.
219. ↑  Raymond E. Brown, The Death of the Messiah Vol. 1, Anchor Yale Bible, 2010, pp. 475-476, 506-515, 531-547, ISBN 978-0-300-14009-5.
220. ↑  Raymond E. Brown, The Death of the Messiah Vol. 1, Anchor Yale Bible, 2010, pp. 725, 753, 830, 854, ISBN 978-0-300-14009-5.
221. ↑   Mt27,3-10, su laparola.net..
222. ↑   Mt27,19, su laparola.net..
223. ↑   Mt27,24, su laparola.net..
224. ↑  Raymond E. Brown, The Death of the Messiah Vol. 1, Anchor Yale Bible, 2010, p. 755, ISBN 978-0-300-14009-5. (Cfr anche: Rudolf Bultmann, History of the Synoptic Tradition, Hendrickson Publisher, 1963, p. 272, ISBN 1-56563-041-6.).
225. ↑   Mt27,25, su laparola.net..
226. ↑  Adriana Destro e Mauro Pesce, La morte di Gesù, Rizzoli, 2014, p. 122, ISBN 978-88-17-07429-2.
227. ↑  Raymond E. Brown, The Death of the Messiah Vol. 1, Anchor Yale Bible, 2010, pp. 831-833, ISBN 978-0-300-14009-5.
228. ↑  Cfr: Raymond E. Brown, The Death of the Messiah Vol. 1, Anchor Yale Bible, 2010, pp. 758-759, 860-861, ISBN 978-0-300-14009-5; John Dominic Crossan, Who killed Jesus?, HarperOne, 1995, pp. 99, 116-117, 148, ISBN 978-0-06-061480-5; Raymond E. Brown, Joseph A. Fitzmyer, Roland E. Murphy, Nuovo Grande Commentario Biblico, Queriniana, 2002, p. 818, ISBN 88-399-0054-3.
229. ↑  Come nota il biblista Bart Ehrman (Bart Ehrman, Il Nuovo Testamento, Carocci Editore, 2015, p. 89, ISBN 978-88-430-7821-9; Bart Ehrman, Prima dei vangeli, Carocci Editore, 2017, pp. 130-136, ISBN 978-88-430-8869-0. Cfr anche: John Dominic Crossan, Who killed Jesus?, HarperOne, 1995, pp. 148, 174-178, ISBN 978-0-06-061480-5.).
230. ↑  John Dominic Crossan, Who killed Jesus?, HarperOne, 1995, pp. 99, 116-117, ISBN 978-0-06-061480-5.
231. ↑  Raymond E. Brown, The Death of the Messiah Vol. 1, Anchor Yale Bible, 2010, pp. 758-759, 860-861, ISBN 978-0-300-14009-5.
232. ↑  Raymond E. Brown, Joseph A. Fitzmyer, Roland E. Murphy, Nuovo Grande Commentario Biblico, Queriniana, 2002, p. 818, ISBN 88-399-0054-3.
233. ↑  John Dominic Crossan, Who killed Jesus?, HarperOne, 1995, pp. 148, 174-178, ISBN 978-0-06-061480-5.
234. ↑  Cfr anche, tra gli altri: Raymond E. Brown, The Death of the Messiah Vol. 1, Anchor Yale Bible, 2010, p. 753, ISBN 978-0-300-14009-5; Bart Ehrman, Prima dei vangeli, Carocci Editore, 2017, pp. 135-137, ISBN 978-88-430-8869-0; Adriana Destro e Mauro Pesce, La morte di Gesù, Rizzoli, 2014, pp. 78-79, ISBN 978-88-17-07429-2.
235. ↑  Raymond E. Brown, The Death of the Messiah Vol. 1, Anchor Yale Bible, 2010, pp. 783-785, ISBN 978-0-300-14009-5.
236. 1 2  Raymond E. Brown, The Death of the Messiah Vol. 1, Anchor Yale Bible, 2010, pp. 815-820, ISBN 978-0-300-14009-5.
237. ↑  John Dominic Crossan, Gesù una biografia rivoluzionaria, Ponte alle Grazie, 1994, pp. 174-178, ISBN 88-7928-270-0.
238. ↑  Raymond E. Brown, The Death of the Messiah Vol. 1, Anchor Yale Bible, 2010, pp. 818-819, ISBN 978-0-300-14009-5.
239. ↑   Lc23,17, su La Parola - La Sacra Bibbia in italiano in Internet.
240. ↑  Come precisano gli studiosi de La Sacra Bibbia illustrata CEI (La Sacra Bibbia illustrata Vol. 4. Nuovo Testamento, versione ufficiale CEI, Mondadori, 2010, p. 170.).
241. ↑   Mc15,15-16; Mt27,26-27; Lc23,16-26; Gv19,1-17, su La Parola - La Sacra Bibbia in italiano in Internet.
242. 1 2  Raymond E. Brown, The Death of the Messiah Vol. 1, Anchor Yale Bible, 2010, p. 851, ISBN 978-0-300-14009-5.
243. ↑  Così gli esegeti del "Nuovo Grande Commentario Biblico" (Raymond E. Brown, Joseph A. Fitzmyer, Roland E. Murphy, Nuovo Grande Commentario Biblico, Queriniana, 2002, p. 937, ISBN 88-399-0054-3.).
244. ↑  Come sottolinea Raymond E. Brown, The Death of the Messiah Vol. 1, Anchor Yale Bible, 2010, pp. 852-853, ISBN 978-0-300-14009-5.).
245. ↑  Come rilevano gli esegeti dell'interconfessionale Bibbia TOB (Bibbia TOB, Nuovo Testamento Vol.3, Elle Di Ci Leumann, 1976, p. 280.).
246. ↑  Raymond E. Brown, The Death of the Messiah Vol. 1, Anchor Yale Bible, 2010, pp. 852-853, ISBN 978-0-300-14009-5.
247. ↑  Bibbia TOB, Nuovo Testamento Vol.3, Elle Di Ci Leumann, 1976, p. 351.
248. ↑  Raymond E. Brown, The Death of the Messiah Vol. 1, Anchor Yale Bible, 2010, pp. 871, 851, ISBN 978-0-300-14009-5.
249. ↑  Raymond E. Brown, The Death of the Messiah Vol. 1, Anchor Yale Bible, 2010, pp. 568, 871-874, ISBN 978-0-300-14009-5.
250. ↑  Zbigniew Grochowski, Coronation of Thorns. A Physic Torture Endured by Jesus or Rather the Derision of Royal Dignity?, The Biblical Annals, Vol. 6, N. 4, 2016, pp. 655-688
251. ↑  Adriana Destro e Mauro Pesce, La morte di Gesù, Rizzoli, 2014, pp. 125-126, 290, ISBN 978-88-17-07429-2.
252. ↑  Rudolf Bultmann, History of the Synoptic Tradition, Hendrickson Publisher, 1963, p. 272, ISBN 1-56563-041-6.
253. ↑  Raymond E. Brown, The Death of the Messiah Vol. 1, Anchor Yale Bible, 2010, p. 836, ISBN 978-0-300-14009-5.
254. ↑  Jewish Insights Into Scripture, Israel Bible Center, Paperback – December 17, 2017
255. ↑  L'ipotesi che il titulus crucis contenga un acrostico fu avanzata da Schalom Ben-Chorin ed è discussa dal papirologo e storico Carsten Peter Thiede, Ma tu chi sei, Gesù ?, Paoline Editoriale, 2005, p. 117